# KBS 창작동요대회
《KBS 창작동요대회》는 1989년에 시작되어 지금까지도 개최하고 있는 대한민국의 동요제다.

## 개요
현재 《KBS 창작동요대회》는 KBS가 주최하는 관계로 MBC 창작동요제와는 다르게 먼저 노랫말 심사를 한 후 다음에 곡을 붙여 예선을 치러 본선 진출을 가려낸 후 최종 결선은 원래 1924년에 반달이 탄생한 시기와 비슷한 날에 녹화, 방영되었으나 2014년부터 2015년까지 새 학기 봄에, 2016년부터 현재까지 어린이날에 맞춰 방영되고 있다. 1989년부터 1993년까지는 서울에서, 1994년부터 2003년까지는 부산에서 KBS 부산창작동요대회를 열었으며, 2004년부터 현재까지 다시 서울에서 개최되고 있다. 2013년에는 KBS 창작동요대회를 개최하지 않았다. 원래 가을달에 녹화하여 방영된 KBS 창작동요대회는 이후 2014년부터 학년 말인 2월에 녹화한 후 3월 새 학기 봄에 방영되고 있다. 여느 동요제와 마찬가지로 어린이들의 마음 속에 꿈과 아름다움을 심어 주고, 순수하고, 참신한 창작 동요를 발굴한다는 취지에 맞게 동요 대회를 통해 순수함을 잃지 않는 아름다운 노랫말과 참신한 선율의 창작 동요들을 많이 길러 내었다. 초창기 《KBS 창작동요대회》는 《MBC 창작동요제》와는 달리 나이와 직업을 불문하고 출전하여 많은 사랑을 받았으며, 1994년 KBS 부산창작동요대회를 거친 후 2004년 서울에서 다시 개최하여 지금까지 명맥을 이어받아 이르게 되었는데 지역별로 연례로 개최하는 동안 좋은 곡이 많이 발굴되었다. 대표적인 곡으로는, 제1회에서 부른 《팽이치기》를 비롯, 《그림 그리고 싶은날》, 《노래는 빛이야》, 《푸른바다 돌고래》, 《수수꽃다리》, 《꿈이크는 책가방》, 《'넌 할 수 있어'라고 말해주세요》, 《해님사랑》, 《어린왕자에게》, 《달팽이의 하루》 등이 교과서에 실리거나 널리 알려졌으며, 2020년 대회는 코로나19로 인해 취소되었다. 2021년 대회는 언텍트(무관객) 방식으로 개최되었으며, 중창팀 인원도 4명 이하로 제한하였다.

## 방송 기간
| # | 구분                 | 방송 기간       |
| - | -------------------- | --------------- |
| 1 | 서울 1기             | 1989년 ~ 1993년 |
| 2 | KBS 부산창작동요대회 | 1994년 ~ 2003년 |
| 3 | 서울 2기             | 2004년 ~ 현재   |

## 역대 대상 수상곡
| 회차                 | 연도   | 곡명                           | 작사   | 작곡   | 노래 |
| -------------------- | ------ | ------------------------------ | ------ | ------ | --- |
| 제1회                | 1989년 | 팽이치기                       | 박인영 | 박인영 | 송기욱(서울 상수국민학교)                                                                                      |
| 제2회                | 1990년 | 그림 그리고 싶은 날            | 이강산 | 오세균 | 박미선(부산 동성국민학교 5학년)                                                                                |
| 제3회                | 1991년 | 팽이치기                       | 윤이현 | 이경숙 | 최효연(서울 중평국민학교 6학년)                                                                                |
| 제4회                | 1992년 | 비 오는 오솔길                 | 신현득 | 김남삼 | 김겨울(광주 봉주국민학교 6학년)                                                                                |
| 제5회                | 1993년 | 아이들이 그리는 세상           | 장사경 | 이강산 | 류윤정(부산 동래국민학교 6학년) 강민정(부산 동래국민학교 5학년) 이현정(부산 동성국민학교 6학년)                |
| 제6회(부산 제1회)    | 1994년 | 가을들길                       | 심상윤 | 박영주 | 정지원(부산 남일국민학교 6학년)                                                                                |
| 제7회 (부산 제2회)   | 1995년 | 잔디밭에는                     | 선용   | 백현주 | 안지현(부산 광남국민학교 6학년)                                                                                |
| 제8회 (부산 제3회)   | 1996년 | 노래는 빛이야                  | 윤일광 | 김정철 | 김영지(부산 남성초등학교 5학년)                                                                                |
| 제9회 (부산 제4회)   | 1997년 | 세계에 산다                    | 문인귀 | 서지혜 | 성경, 이지은, 김수경, 오정민, 이정민, 강경화 (서울 상명초등학교)                                               |
| 제10회 (부산 제5회)  | 1998년 | 빗방울                         | 김종영 | 신상춘 | 김영은, 김신아, 문은영, 이연지, 이하림, 김지연, 박지수(중창)                                                   |
| 제11회 (부산 제6회)  | 1999년 | 숲속 친구 반달곰               | 김원겸 | 조원경 | 서민정, 이수진, 엄혜선, 함소라, 이선경, 박하은, 한혜연(작은평화예술단)                                         |
| 제12회 (부산 제7회)  | 2000년 | 흥부처럼 살아요                | 김혜자 | 이지영 | 김다은, 김현지, 백예원, 유성진, 윤선영, 이하림, 조효정, 조희경 (부산 남성초등학교, 하남초등학교, 연천초등학교) |
| 제13회 (부산 제8회)  | 2001년 | 나무가족                       | 박수진 | 김애경 | 김태연, 구하연, 심명천, 이예승, 최영주, 공소라, 김민지, 장민수, 이나영 (서울교육대학교 부설초등학교)           |
| 제14회 (부산 제9회)  | 2002년 | 푸른바다 돌고래                | 김원겸 | 신진수 | 이규임(부산 혜화초등학교 5학년)                                                                                |
| 제15회 (부산 제10회) | 2003년 | 수수꽃다리                     | 김원겸 | 최영순 | 조연정(서울 계성초등학교 5학년)                                                                                |
| 제16회               | 2004년 | 꿈이 크는 책가방               | 김종영 | 손정우 | 신재은(서울 대곡초등학교 4학년)                                                                                |
| 제17회               | 2005년 | '넌 할 수 있어'라고 말해주세요 | 곽진영 | 강수현 | 양유나, 전희주, 조호인, 이다운, 홍진영, 송다원, 성민호, 조하윤, 장은비(중창)                                   |
| 제18회               | 2006년 | 해님사랑                       | 안혜자 | 류정식 | 김정현, 이보현, 전화영, 서수민 (꿈을 따는 아이들)                                                              |
| 제19회               | 2007년 | 어린왕자에게                   | 박경진 | 조경찬 | 성민호(서울 창일초등학교 6학년)                                                                                |
| 제20회               | 2008년 | 달팽이의 하루                  | 조원경 | 김진성 | 장주희(울산 삼신초등학교 6학년)                                                                                |
| 제21회               | 2009년 | 아낌없이 주는 나무             | 이수영 | 김미은 | 주세은(경북 경주 동천초등학교 6학년)                                                                           |
| 제22회               | 2010년 | 내 손은 바람을 그려요          | 박윤희 | 정보형 | 최여완(경기 안산 시곡초등학교 6학년)                                                                           |
| 제23회               | 2011년 | 된장 한 숟가락                 | 최재혁 | 최재혁 | 최유정, 권수현, 황경아, 황경윤, 진수빈, 김현진, 이수진, 이민서, 홍지윤(태양의 아이들)                          |
| 제24회               | 2012년 | 기지개                         | 이수영 | 김세은 | 안정호 외 8명(음악 친구들)                                                                                     |
| 제25회               | 2014년 | 가을이 오는 소리               | 이근호 | 이근호 | 김우주(경기 수원 소화초등학교 5학년), 박소연(경기 수원 신성초등학교 4학년)                                     |
| 제26회               | 2015년 | 꼭 안아줄래요                  | 한경아 | 윤학준 | 장유나(경기 남양주 도농초등학교 4학년), 이은우(서울 자곡초등학교 3학년)                                        |
| 제27회               | 2016년 | 내 마음의 수채화               | 김과형 | 서옥선 | 박명인(서울 태강삼육초등학교 6학년)                                                                            |
| 제28회               | 2017년 | 서로의 별이 되어               | 오서영 | 오희섭 | 이채은(경인교육대학교 부설초등학교 5학년) 이승리(경기 성남 이매초등학교 5학년)                                 |
| 제29회               | 2018년 | 나의 정원                      | 황지효 | 김영경 | 김다은(경기 화성 예당초등학교 6학년)                                                                           |
| 제30회               | 2019년 | 마라톤                         | 배은영 | 김정녀 | 김예승, 송예영, 이신비, 박예슬, 박서현, 김희서, 박정윤, 조민채, 김지우(현음 중창단)                            |
| 제31회               | 2021년 | 노래하는 친구들                | 박진영 | 박진영 | 김이레, 이지민, 김예호, 황수빈(꿈이 크는 아이들)                                                               |
| 제32회               | 2022년 | 하쿠나 마타타                  | 최형심 | 박수연 | 이서빈, 정가온, 조준희, 김민정, 박규림. 배규민, 윤다은, 임연주(러브 엔젤스)                                    |
| 제33회               | 2023년 | 뻥뻥 뻥튀기                    | 황지안 | 김영경 | 강단아, 김주안, 김태이, 김하은, 박시우, 윤세아, 이도헌, 이서현, 전수현(위드 엔젤스)                            |
| 제34회               | 2024년 | 내 시간 어디 갔어              | 도희주 | 이호석 | 김소희, 김지우, 반서현, 변예론, 손연서, 이은아 (소리별아이들)                                                  |
| 제35회               | 2025년 | 깜빡 별의 초대장               | 이상인 | 김영경 | 강다희, 김세린, 김소율, 김아진, 오연서, 이수연, 홍예지(우주소년단)                                             |

## KBS 창작동요대회 개요(1989~1993)
| '89 KBS 창작동요대회 (1989년, 제1회) |
| ------------------------------------ |
|                                      |

| '90 KBS 창작동요대회 (1990년, 제2회) |
| ------------------------------------ |
|                                      |

| '91 KBS 창작동요대회 (1991년, 제3회) |
| ------------------------------------ |
|                                      |

| '92 KBS 창작동요대회 (1992년, 제4회) |
| ------------------------------------ |
|                                      |

| '93 KBS 창작동요대회 (1993년, 제5회) |
| ------------------------------------ |
|                                      |

## KBS 창작동요대회 폐지 이후
KBS가 1993년에 예산 제작비 문제등으로 《노래는 내친구》를 폐지하면서 초창기 KBS 창작동요대회(서울 1기)도 1993년도 대회(제5회)를 끝으로 가족동요 창작경연대회, KBS 대학가요축제하고 마찬가지로 더 이상 제작하지 않았다. 이후 KBS의 각 지역 총국(부산, 대구, 대전)에서 지역별 창작동요대회를 개최하였다.
- KBS 부산 창작동요대회 : 1994년(제1회)부터 개최하였고, 1998년(제5회)부터는 전국으로 방송되었다. 2003년(제10회)까지 개최하였고, 2004년부터 다시 서울에서 KBS 창작동요대회의 명맥을 이어가게된다.

- KBS 대구 국악창작동요대회 : 1994년(제1회)부터 2002년(제9회)까지 개최하였고, 2003년에 폐지하였다.

- 대전일보 창작동요제 : 대전일보와 KBS 대전방송총국이 공동으로 1994년(제1회)부터 2000년(제7회)까지 개최[1]한 뒤 2001년에 폐지하였다. 2004년에 대전일보는 TJB와 공동으로 제8회 대전일보 창작동요제를 개최하여 2006년 제10회 대회까지 개최하였다. 2007년부터는 KBS 대전방송총국이 금산 창작동요제를 개최[2]하고 있다.

## KBS 부산창작동요대회
이전의 초창기 KBS 창작동요대회(서울 1기)가 중단된 이후 KBS 부산방송총국에서 나온 대회로 1994년부터 2003년까지 개최되었다. 1993년을 끝으로 중단된 KBS 창작동요대회의 명맥을 이어받아 10년 동안 대회를 열고 지금의 KBS 창작동요대회(서울 2기)를 부활시킨 가교 역할을 한 대회였다. 주요 수상곡으로는 《가을 들길》, 《잔디밭에는》, 《노래는 빛이야》, 《세계에 산다》, 《빗방울》, 《숲 속 친구 반달곰》, 《흥부처럼 살아요》, 《나무가족》, 《푸른 바다 돌고래》, 《수수꽃다리》등 대상곡과, 《아빠 약속해줘요》, 《초가삼간》, 《독도 잠자리》, 《우리 그렇게 살자》,《자전거를 타고》, 《연》, 《빗방울》 등이 있다.
| - 방영일: 1994년 9월 4일 일요일 KBS부산 1TV - 장소: KBS 부산홀 - 사회: 장두희, 선우경 - 시상내역 - 최우수상 1팀 - 우수상 2팀 - 장려상 3팀 - 참가팀: 예선을 거쳐서 본선 15팀이 오름. \| 참가번호 \| 곡명 \| 작사 \| 작곡 \| 가창자 \| 비고 \| \| -------- \| ---------------- \| ------ \| ------ \| ------------- \| -------- \| \| 1 \| 해처럼 달 처럼 \| 선용 \| 김미란 \| \| \| \| 2 \| 가을들길 \| 심상윤 \| 박영주 \| 정지원 \| 최우수상 \| \| 3 \| 꽃 이야기 \| 박순정 \| 탁재갑 \| 강민정 \| 장려상 \| \| 4 \| 해님 때문이야 \| 최만조 \| 우경숙 \| \| \| \| 5 \| 가을은 \| 제해만 \| 김진덕 \| 배지현 \| \| \| 6 \| 숲속의 배움터 \| 심의방 \| 조용덕 \| 안지현 외 2명 \| 장려상 \| \| 7 \| 책을 펴자 \| 김종완 \| 한수성 \| \| \| \| 8 \| 가끔은 \| 박성규 \| 김태욱 \| 이신애 \| \| \| 9 \| 조각배 \| 도리천 \| 우덕상 \| \| \| \| 10 \| 고향길 \| 강현호 \| 권석봉 \| \| 장려상 \| \| 11 \| 아기섬 \| 김종두 \| 정운룡 \| \| \| \| 12 \| 아빠! 약속해줘요 \| 전정표 \| 전정표 \| 김은희 \| 우수상 \| \| 13 \| 보슬비 \| 윤일광 \| 류지원 \| \| \| \| 14 \| 친구 \| 신진수 \| 신진수 \| \| \| \| 15 \| 겨울놀이 \| 배홍태 \| 김주득 \| 최민영 \| 우수상 \| |                  |        |        |               |          |
| 참가번호 | 곡명             | 작사   | 작곡   | 가창자        | 비고     |
| 1 | 해처럼 달 처럼   | 선용   | 김미란 |               |          |
| 2 | 가을들길         | 심상윤 | 박영주 | 정지원        | 최우수상 |
| 3 | 꽃 이야기        | 박순정 | 탁재갑 | 강민정        | 장려상   |
| 4 | 해님 때문이야    | 최만조 | 우경숙 |               |          |
| 5 | 가을은           | 제해만 | 김진덕 | 배지현        |          |
| 6 | 숲속의 배움터    | 심의방 | 조용덕 | 안지현 외 2명 | 장려상   |
| 7 | 책을 펴자        | 김종완 | 한수성 |               |          |
| 8 | 가끔은           | 박성규 | 김태욱 | 이신애        |          |
| 9 | 조각배           | 도리천 | 우덕상 |               |          |
| 10 | 고향길           | 강현호 | 권석봉 |               | 장려상   |
| 11 | 아기섬           | 김종두 | 정운룡 |               |          |
| 12 | 아빠! 약속해줘요 | 전정표 | 전정표 | 김은희        | 우수상   |
| 13 | 보슬비           | 윤일광 | 류지원 |               |          |
| 14 | 친구             | 신진수 | 신진수 |               |          |
| 15 | 겨울놀이         | 배홍태 | 김주득 | 최민영        | 우수상   |

| - 방영일 : 1995년 8월 19일(토요일) 오전 10:00 KBS부산 1TV - 장소 : KBS 부산홀 - 사회 : 한상권, 선우경 - 시상내역 - 최우수상 1팀 - 우수상 2팀 - 장려상 3팀 - 인기상 1팀 - 참가팀: 예선을 거쳐서 본선 15팀이 오름. \| 참가번호 \| 곡명 \| 작사 \| 작곡 \| 가창자 \| 비고 \| \| -------- \| ------------------ \| ------ \| ------ \| ------------------------------------------------------ \| ---------------------- \| \| 1 \| 할아버지 어린 시절 \| 최갑규 \| 탁재갑 \| 김하늬 \| 장려상 \| \| 2 \| 바람 발자국 \| 김종영 \| 김태욱 \| 김사라 \| 우수상 \| \| 3 \| 비눗방울 \| 전원범 \| 박수연 \| 박서진 \| \| \| 4 \| 산개구리 \| 김녹촌 \| 김진덕 \| 정나영 \| \| \| 5 \| 뻐꾹시계 \| 노혜경 \| 노혜경 \| 조연희 \| \| \| 6 \| 초가3간 \| 권연순 \| 한수성 \| 김범준 외 5명 \| 장려상 \| \| 7 \| 세상은 우리들의 것 \| 민홍우 \| 김평주 \| 김영지 \| \| \| 8 \| 꿈 사랑 희망 \| 박영신 \| 박영신 \| 김효빈 \| 우수상 \| \| 9 \| 이제는 너도 \| 선용 \| 김미란 \| 송유경, 유채화, 이세란, 최혜원 \| \| \| 10 \| 청포도 \| 선용 \| 권상욱 \| 권상욱 \| \| \| 11 \| 잔디밭에는 \| 선용 \| 백현주 \| 안지현 \| 최우수상, 인기상, 대상 \| \| 12 \| 선생님 \| 박선미 \| 신진수 \| 김유경, 윤부연, 정희진, 최문경, 장혜라, 신현정, 박나영 \| \| \| 13 \| 5색비 \| 엄성기 \| 류지원 \| 천수미 \| 장려상 \| \| 14 \| 이래선 안 되는데 \| 이중화 \| 이중화 \| 이응혁, 정혜민 \| \| \| 15 \| 첫눈을 기다리며 \| 배소현 \| 우경숙 \| 이성숙 \| \| |                    |        |        |                                                        |                        |
| 참가번호 | 곡명               | 작사   | 작곡   | 가창자                                                 | 비고                   |
| 1 | 할아버지 어린 시절 | 최갑규 | 탁재갑 | 김하늬                                                 | 장려상                 |
| 2 | 바람 발자국        | 김종영 | 김태욱 | 김사라                                                 | 우수상                 |
| 3 | 비눗방울           | 전원범 | 박수연 | 박서진                                                 |                        |
| 4 | 산개구리           | 김녹촌 | 김진덕 | 정나영                                                 |                        |
| 5 | 뻐꾹시계           | 노혜경 | 노혜경 | 조연희                                                 |                        |
| 6 | 초가3간            | 권연순 | 한수성 | 김범준 외 5명                                          | 장려상                 |
| 7 | 세상은 우리들의 것 | 민홍우 | 김평주 | 김영지                                                 |                        |
| 8 | 꿈 사랑 희망       | 박영신 | 박영신 | 김효빈                                                 | 우수상                 |
| 9 | 이제는 너도        | 선용   | 김미란 | 송유경, 유채화, 이세란, 최혜원                         |                        |
| 10 | 청포도             | 선용   | 권상욱 | 권상욱                                                 |                        |
| 11 | 잔디밭에는         | 선용   | 백현주 | 안지현                                                 | 최우수상, 인기상, 대상 |
| 12 | 선생님             | 박선미 | 신진수 | 김유경, 윤부연, 정희진, 최문경, 장혜라, 신현정, 박나영 |                        |
| 13 | 5색비              | 엄성기 | 류지원 | 천수미                                                 | 장려상                 |
| 14 | 이래선 안 되는데   | 이중화 | 이중화 | 이응혁, 정혜민                                         |                        |
| 15 | 첫눈을 기다리며    | 배소현 | 우경숙 | 이성숙                                                 |                        |

| - 방영일: 1996년 8월 31일 토요일 오후 5:20 KBS부산 1TV - 녹화일: 1996년 8월 20일 화요일 오후 7:00 - 장소: KBS 부산홀 - 사회: 한상권, 선우경 - 시상내역 - 최우수상 1팀 - 우수상 2팀 - 장려상 3팀 - 인기상 1팀 - 참가팀: 예선을 거쳐서 본선 15팀이 오름. \| 참가번호 \| 곡명 \| 작사 \| 작곡 \| 가창자 \| 비고 \| \| -------- \| ------------------- \| -------- \| ------ \| ---------------------------------------------- \| ---------------- \| \| 1 \| 노래친구 \| 박순정 \| 박혜정 \| 김효빈, 배현경 \| \| \| 2 \| 해지는 강가에 서서 \| 김종탁 \| 오희섭 \| 김원경 \| \| \| 3 \| 바닷가의 아침 \| 박귀영 \| 박귀영 \| 이선미, 황소림, 전지애, 김보영, 류선영, 박진옥 \| 장려상 \| \| 4 \| 노래는 빛이야 \| 윤일광 \| 김정철 \| 김영지 \| 최우수상, 인기상 \| \| 5 \| 우리 언니 시집 가네 \| 권숙자 \| 권숙자 \| 한은정 \| \| \| 6 \| 오솔길 \| 권오훈 \| 박영주 \| 강주영, 이성숙, 문혜준, 윤선아, 이서경, 이예지 \| 우수상 \| \| 7 \| 꽃처럼 이슬처럼 \| 박순정 \| 김남삼 \| 김지윤 \| 장려상 \| \| 8 \| 봄바람 \| 장덕진 \| 송미애 \| 전주영, 송시인 \| \| \| 9 \| 새 식구 \| 박홍근 \| 류지원 \| 김수진 \| \| \| 10 \| 소꿉노래 \| 전래동요 \| 문원자 \| 김유리, 김채원, 문채영, 김수정 \| 장려상 \| \| 11 \| 솔바람 \| 박두진 \| 정연택 \| 안준섭 \| 우수상 \| \| 12 \| 하늘 여행 \| 김신혜 \| 김동욱 \| 윤서연, 김신희, 이선희, 류수선 \| \| \| 13 \| 우산을 펴면 \| 배소현 \| 황선만 \| 김범준 \| \| \| 14 \| 목마 \| 최향숙 \| 김종덕 \| 허솔, 박정연, 박수민, 이한아, 이진아 \| \| \| 15 \| 숲 속 연주회 \| 박미정 \| 김신혜 \| 조민아 \| \| |                     |          |        |                                                |                  |
| 참가번호 | 곡명                | 작사     | 작곡   | 가창자                                         | 비고             |
| 1 | 노래친구            | 박순정   | 박혜정 | 김효빈, 배현경                                 |                  |
| 2 | 해지는 강가에 서서  | 김종탁   | 오희섭 | 김원경                                         |                  |
| 3 | 바닷가의 아침       | 박귀영   | 박귀영 | 이선미, 황소림, 전지애, 김보영, 류선영, 박진옥 | 장려상           |
| 4 | 노래는 빛이야       | 윤일광   | 김정철 | 김영지                                         | 최우수상, 인기상 |
| 5 | 우리 언니 시집 가네 | 권숙자   | 권숙자 | 한은정                                         |                  |
| 6 | 오솔길              | 권오훈   | 박영주 | 강주영, 이성숙, 문혜준, 윤선아, 이서경, 이예지 | 우수상           |
| 7 | 꽃처럼 이슬처럼     | 박순정   | 김남삼 | 김지윤                                         | 장려상           |
| 8 | 봄바람              | 장덕진   | 송미애 | 전주영, 송시인                                 |                  |
| 9 | 새 식구             | 박홍근   | 류지원 | 김수진                                         |                  |
| 10 | 소꿉노래            | 전래동요 | 문원자 | 김유리, 김채원, 문채영, 김수정                 | 장려상           |
| 11 | 솔바람              | 박두진   | 정연택 | 안준섭                                         | 우수상           |
| 12 | 하늘 여행           | 김신혜   | 김동욱 | 윤서연, 김신희, 이선희, 류수선                 |                  |
| 13 | 우산을 펴면         | 배소현   | 황선만 | 김범준                                         |                  |
| 14 | 목마                | 최향숙   | 김종덕 | 허솔, 박정연, 박수민, 이한아, 이진아           |                  |
| 15 | 숲 속 연주회        | 박미정   | 김신혜 | 조민아                                         |                  |

| - 방영일: 1997년 8월 23일 토요일 오후 12:10 KBS부산 1TV - 장소: KBS 부산홀 - 사회: 이형걸, 이연경 - 시상내역 - 대상 1팀 - 금상 2팀 - 은상 3팀 - 인기상 1팀 - 참가팀: 예선을 거쳐서 본선 15팀이 오름. \| 참가번호 \| 곡명 \| 작사 \| 작곡 \| 가창자 \| 비고 \| \| -------- \| ----------------------- \| ------ \| ------ \| ---------------------------------------------- \| ------------ \| \| 1 \| 꿈나비 \| 이중화 \| 이중화 \| 최선아 \| \| \| 2 \| 거울 속의 나 \| 김주행 \| 이수향 \| 조형준, 박선형, 윤서연, 이유진, 김선익, 손지민 \| \| \| 3 \| 그네뛰기 \| 박수진 \| 김애경 \| 최문경, 김재현, 김주완, 전충환, 박선혜, 고혜진 \| 은상 \| \| 4 \| 독도 잠자리 \| 김녹촌 \| 신진수 \| 옥재혁 \| \| \| 5 \| 재롱이 \| 김범영 \| 김범영 \| 이유림 \| \| \| 6 \| 나의 생일 \| 김형주 \| 오희섭 \| 강병진, 김문정, 김성화, 조지현 \| 은상 \| \| 7 \| 웃음꽃 \| 최정연 \| 박수연 \| 노내경, 김수정, 김한나, 정현경, 이서경, 최우석 \| 금상 \| \| 8 \| 산길에서 \| 김정자 \| 김정자 \| 곽효주 \| \| \| 9 \| 맷돌 \| 김종영 \| 박영근 \| 최준호 \| \| \| 10 \| 오줌싸개 \| 김한배 \| 박선영 \| 이하림, 김지현, 김민선, 전혜정, 정현정 \| \| \| 11 \| 친구의 편지 \| 곽영석 \| 김남삼 \| 강연경 \| \| \| 12 \| 세계에 산다 \| 문인귀 \| 서지혜 \| 성경, 이지은, 김수경, 오정민, 이정민, 강경화 \| 대상, 인기상 \| \| 13 \| 가을이 오나 보다 \| 이희철 \| 차영희 \| 최지은 \| \| \| 14 \| 소라의 마을 \| 박영신 \| 박영신 \| 김유리 \| 은상 \| \| 15 \| 열린 세상은 우리 것이다 \| 이미란 \| 김계영 \| 이연지, 장수진, 김지영, 백자영, 이현주, 박계라 \| 금상 \| |                         |        |        |                                                |              |
| 참가번호 | 곡명                    | 작사   | 작곡   | 가창자                                         | 비고         |
| 1 | 꿈나비                  | 이중화 | 이중화 | 최선아                                         |              |
| 2 | 거울 속의 나            | 김주행 | 이수향 | 조형준, 박선형, 윤서연, 이유진, 김선익, 손지민 |              |
| 3 | 그네뛰기                | 박수진 | 김애경 | 최문경, 김재현, 김주완, 전충환, 박선혜, 고혜진 | 은상         |
| 4 | 독도 잠자리             | 김녹촌 | 신진수 | 옥재혁                                         |              |
| 5 | 재롱이                  | 김범영 | 김범영 | 이유림                                         |              |
| 6 | 나의 생일               | 김형주 | 오희섭 | 강병진, 김문정, 김성화, 조지현                 | 은상         |
| 7 | 웃음꽃                  | 최정연 | 박수연 | 노내경, 김수정, 김한나, 정현경, 이서경, 최우석 | 금상         |
| 8 | 산길에서                | 김정자 | 김정자 | 곽효주                                         |              |
| 9 | 맷돌                    | 김종영 | 박영근 | 최준호                                         |              |
| 10 | 오줌싸개                | 김한배 | 박선영 | 이하림, 김지현, 김민선, 전혜정, 정현정         |              |
| 11 | 친구의 편지             | 곽영석 | 김남삼 | 강연경                                         |              |
| 12 | 세계에 산다             | 문인귀 | 서지혜 | 성경, 이지은, 김수경, 오정민, 이정민, 강경화   | 대상, 인기상 |
| 13 | 가을이 오나 보다        | 이희철 | 차영희 | 최지은                                         |              |
| 14 | 소라의 마을             | 박영신 | 박영신 | 김유리                                         | 은상         |
| 15 | 열린 세상은 우리 것이다 | 이미란 | 김계영 | 이연지, 장수진, 김지영, 백자영, 이현주, 박계라 | 금상         |

| - 방영일: 1998년 9월 12일 토요일 오후 5:10 KBS 1TV - 녹화일: 1998년 8월 25일 화요일 오후 7:00 - 장소: KBS 부산홀 - 사회: 유열, 윤소희 - 시상내역 - 대상 1팀 - 장학금 50만원과 트로피, 교육부장관상 - 금상 1팀 - 장학금 30만원과 트로피 - 은상 2팀 - 장학금 20만원과 트로피 - 동상 3팀 - 장학금 10만원과 트로피 - 인기상 1팀 - 트로피 - 심사위원 - 이수인(심사위원장, 동요작곡가) - 강은교(동아대학교 교수, 시인) - 김남삼(동요작곡가) - 김태호(KBS 부산어린이합창단 지휘자, 동요작곡가) - 배양현(부산시립국악단 지휘자) - 안민(고신대학교 교수, 성악가) - 서지혜(동요작곡가, 제4회 대상 수상자) - 이혜경(성악가) - 손무열(KBS 부산방송총국 편성제작국장) - 참가팀: 예선을 거쳐서 본선 15팀이 오름. \| 참가번호 \| 곡명 \| 작사 \| 작곡 \| 가창자 \| 비고 \| \| -------- \| ---------------- \| ------ \| ------ \| ------------------------------------------------------ \| ------ \| \| 1 \| 내기 한번 해봐라 \| 조무근 \| 최석기 \| 김민주 \| \| \| 2 \| 무지개 \| 정윤환 \| 정윤환 \| 박지윤, 김수경 \| 동상 \| \| 3 \| 단군신화 \| 박은영 \| 박은영 \| 최병서 \| 동상 \| \| 4 \| 우리는 봄 \| 선용 \| 한지영 \| 문수진, 여정아, 강정혜, 김지영, 백자영 \| \| \| 5 \| 시험 보는 날 \| 김원자 \| 김종한 \| 송예슬 \| \| \| 6 \| 꿈의 씨앗 \| 최경진 \| 최경진 \| 송혜선, 이나라, 서수지, 김보경, 장상현 \| \| \| 7 \| 아기 잠자리 \| 최향숙 \| 손정우 \| 김채린 \| 은상 \| \| 8 \| 우리 동네 놀이터 \| 김지행 \| 김동욱 \| 류성은, 조민웅, 김지희, 김지원, 하윤진, 옥빛나라 \| \| \| 9 \| 비오겠다 \| 류선열 \| 정동수 \| 이지은 \| 은상 \| \| 10 \| 숲속의 봄 \| 김형주 \| 임영주 \| 신희연, 조지현, 강민영, 정민영, 이미진 \| 동상 \| \| 11 \| 가을하늘 \| 김종영 \| 조원경 \| 어린이노래그룹 작은평화 \| \| \| 12 \| 가을비 \| 강현호 \| 이정희 \| 황선용 \| 금상 \| \| 13 \| 빗방울 \| 김종영 \| 신상춘 \| 김영은, 김신아, 문은영, 이연지, 이하림, 김지연, 박지수 \| 대상 \| \| 14 \| 꼬마시인 \| 이지혁 \| 이수연 \| 한정아 \| \| \| 15 \| 꽃처럼 나비처럼 \| 선용 \| 이나영 \| 곽새롬, 남예원, 김현아, 안예슬, 정은수, 하정우 \| 인기상 \| |                  |        |        |                                                        |        |
| 참가번호 | 곡명             | 작사   | 작곡   | 가창자                                                 | 비고   |
| 1 | 내기 한번 해봐라 | 조무근 | 최석기 | 김민주                                                 |        |
| 2 | 무지개           | 정윤환 | 정윤환 | 박지윤, 김수경                                         | 동상   |
| 3 | 단군신화         | 박은영 | 박은영 | 최병서                                                 | 동상   |
| 4 | 우리는 봄        | 선용   | 한지영 | 문수진, 여정아, 강정혜, 김지영, 백자영                 |        |
| 5 | 시험 보는 날     | 김원자 | 김종한 | 송예슬                                                 |        |
| 6 | 꿈의 씨앗        | 최경진 | 최경진 | 송혜선, 이나라, 서수지, 김보경, 장상현                 |        |
| 7 | 아기 잠자리      | 최향숙 | 손정우 | 김채린                                                 | 은상   |
| 8 | 우리 동네 놀이터 | 김지행 | 김동욱 | 류성은, 조민웅, 김지희, 김지원, 하윤진, 옥빛나라       |        |
| 9 | 비오겠다         | 류선열 | 정동수 | 이지은                                                 | 은상   |
| 10 | 숲속의 봄        | 김형주 | 임영주 | 신희연, 조지현, 강민영, 정민영, 이미진                 | 동상   |
| 11 | 가을하늘         | 김종영 | 조원경 | 어린이노래그룹 작은평화                                |        |
| 12 | 가을비           | 강현호 | 이정희 | 황선용                                                 | 금상   |
| 13 | 빗방울           | 김종영 | 신상춘 | 김영은, 김신아, 문은영, 이연지, 이하림, 김지연, 박지수 | 대상   |
| 14 | 꼬마시인         | 이지혁 | 이수연 | 한정아                                                 |        |
| 15 | 꽃처럼 나비처럼  | 선용   | 이나영 | 곽새롬, 남예원, 김현아, 안예슬, 정은수, 하정우         | 인기상 |

| - 방영일: 1999년 9월 5일 일요일 오전 10:00 KBS 1TV - 녹화일: 1999년 8월 27일 금요일 오후 7:00 - 장소: KBS 부산홀 - 사회: 유열, 홍소연 - 시상내역 - 대상 1팀 - 장학금 100만원과 트로피, 교육부장관상 - 금상 1팀 - 장학금 50만원과 트로피 - 은상 2팀 - 각각 장학금 30만원과 트로피 - 동상 5팀 - 각각 장학금 20만원과 트로피 - 인기상 1팀 - 트로피 - 심사위원 - 이수인(심사위원장, 동요작곡가) - 김태호(KBS 부산어린이합창단 지휘자, 동요작곡가) - 김문희(부산대학교 음대 교수, 성악가) - 선용(아동문학가) - 서지혜(동요작곡가, 제4회 대상 수상자) - 최삼화(동의대학교 음대 교수) - 손쾌윤(KBS 부산방송총국 편성제작국장) - 김원경(계명대학교 대학원장, 성악가) - 참가팀: 예선에 총 199곡 이상이 참여해 본선에 18팀이 오름. \| 참가번호 \| 곡명 \| 작사 \| 작곡 \| 가창자 \| 비고 \| \| -------- \| -------------------- \| -------- \| -------- \| ---------------------------------------------------------------- \| ------------ \| \| 1 \| 아기참새 걸음마 \| 박성규 \| 전지인 \| 박지수 \| \| \| 2 \| 물방울 하나 \| 김종철 \| 정윤환 \| 한유랑 \| 동상 \| \| 3 \| 여름날의 바닷가 \| 박귀영 \| 박귀영 \| 정주연, 송예슬 \| \| \| 4 \| 하얀 눈이 내리면 \| 최경진 \| 최경진 \| 김나래 \| \| \| 5 \| 코스모스 길 \| 박영규 \| 김혜자 \| 정문지 \| \| \| 6 \| 노래꾸러기 \| 윤이현 \| 류동일 \| 최예슬, 김진희, 최혜주, 조미진, 송유미 \| \| \| 7 \| 줄넘기 \| 김종영 \| 정운룡 \| 이보경, 이윤지 \| 은상 \| \| 8 \| 고마우신 엄마 아빠 \| 권연순 \| 한지영 \| 강형선 \| \| \| 9 \| 아가별 \| 김효경 \| 김효경 \| 김재우 \| 동상 \| \| 10 \| 숲속 친구 반달곰 \| 김원겸 \| 조원경 \| 작은평화(서민정, 이수진, 엄혜선, 함소라, 이선경, 박하은, 한혜연) \| 대상, 인기상 \| \| 11 \| 부모님의 사랑 \| 김종영 \| 정삼화 \| 김우건 \| 동상 \| \| 12 \| 아침의 노래 \| 이미숙 \| 이종익 \| 오현주, 김미정 \| \| \| 13 \| 사랑하는 나의 할머니 \| 김정재 \| 김정재 \| 김은민 \| \| \| 14 \| 은행나무 \| 최향숙 \| 손정우 \| 박지혜 \| \| \| 15 \| 날개의 씨앗 \| 김종상 \| 송택동 \| 김나영 \| 동상 \| \| 16 \| 가을하늘 \| 신순애 \| 이정순 \| 김지현, 이하림 \| 동상 \| \| 17 \| 우리 그렇게 살자 \| 박수진 \| 김애경 \| 박세희 \| 은상 \| \| 18 \| 세상을 향하여 \| 김가나다 \| 김가나다 \| 김지호, 김하연, 진상희, 유성진, 김현지, 조효정, 최황작, 최보림 \| 금상 \| |                      |          |          |                                                                  |              |
| 참가번호 | 곡명                 | 작사     | 작곡     | 가창자                                                           | 비고         |
| 1 | 아기참새 걸음마      | 박성규   | 전지인   | 박지수                                                           |              |
| 2 | 물방울 하나          | 김종철   | 정윤환   | 한유랑                                                           | 동상         |
| 3 | 여름날의 바닷가      | 박귀영   | 박귀영   | 정주연, 송예슬                                                   |              |
| 4 | 하얀 눈이 내리면     | 최경진   | 최경진   | 김나래                                                           |              |
| 5 | 코스모스 길          | 박영규   | 김혜자   | 정문지                                                           |              |
| 6 | 노래꾸러기           | 윤이현   | 류동일   | 최예슬, 김진희, 최혜주, 조미진, 송유미                           |              |
| 7 | 줄넘기               | 김종영   | 정운룡   | 이보경, 이윤지                                                   | 은상         |
| 8 | 고마우신 엄마 아빠   | 권연순   | 한지영   | 강형선                                                           |              |
| 9 | 아가별               | 김효경   | 김효경   | 김재우                                                           | 동상         |
| 10 | 숲속 친구 반달곰     | 김원겸   | 조원경   | 작은평화(서민정, 이수진, 엄혜선, 함소라, 이선경, 박하은, 한혜연) | 대상, 인기상 |
| 11 | 부모님의 사랑        | 김종영   | 정삼화   | 김우건                                                           | 동상         |
| 12 | 아침의 노래          | 이미숙   | 이종익   | 오현주, 김미정                                                   |              |
| 13 | 사랑하는 나의 할머니 | 김정재   | 김정재   | 김은민                                                           |              |
| 14 | 은행나무             | 최향숙   | 손정우   | 박지혜                                                           |              |
| 15 | 날개의 씨앗          | 김종상   | 송택동   | 김나영                                                           | 동상         |
| 16 | 가을하늘             | 신순애   | 이정순   | 김지현, 이하림                                                   | 동상         |
| 17 | 우리 그렇게 살자     | 박수진   | 김애경   | 박세희                                                           | 은상         |
| 18 | 세상을 향하여        | 김가나다 | 김가나다 | 김지호, 김하연, 진상희, 유성진, 김현지, 조효정, 최황작, 최보림   | 금상         |

| - 방영일: 2000년 9월 2일 토요일 오후 4:30 KBS 1TV - 녹화일: 2000년 8월 18일 금요일 오후 7:00 - 장소: KBS 부산홀 - 사회: 김현욱, 최윤경 - 시상내역 - 대상 1팀 - 상금 100만원과 상패, 교육부장관상 - 금상 1팀 - 상금 50만원과 상패 - 은상 2팀 - 상금 30만원과 상패 - 동상 3팀 - 상금 20만원과 상패 - 인기상 1팀 - 상패 - 심사위원 - 이수인(심사위원장, 동요작곡가) - 이계석(동요작곡가) - 배홍태(동화작가, 부산보수초등학교 교장) - 김승일(조선대학교 사범대학장) - 김문희(부산대학교 음악학과 교수, 성악가) - 임웅균(성악가) - 지원석(대전시립국악원 지휘자) - 손쾌윤(KBS 부산방송총국 편성제작국장) - 참가팀: 예선에 총 215곡 이상이 참여해 본선에 15팀이 오름. \| 참가번호 \| 곡명 \| 작사 \| 작곡 \| 가창자 \| 비고 \| \| -------- \| ------------------ \| ------ \| ------ \| ---------------------------------------------------------------------- \| ------------ \| \| 1 \| 숲속 친구들의 노래 \| 정우령 \| 정우령 \| 강경화, 김수빈, 박정준, 서석배, 서주윤, 이혜민, 최한나 \| \| \| 2 \| 은행잎 편지 \| 김찬양 \| 손정우 \| 최현기 \| 동상 \| \| 3 \| 백두산 호랑이 \| 신세자 \| 김영희 \| 김금지, 김성민, 김지현, 김지형, 박소언, 배민지, 이보경, 최민, 황주호 \| 은상 \| \| 4 \| 즐거운 아침 \| 이은하 \| 이은하 \| 김균나, 김효진, 김희진, 박소현, 송민금, 유아림, 이현지, 정은주, 허홍준 \| 은상 \| \| 5 \| 자전거를 타고 \| 김종영 \| 정운룡 \| 박혜언 \| \| \| 6 \| 호수에서 \| 박은주 \| 석광희 \| 김보현, 이지헌, 천지민, 최세희 \| 금상, 인기상 \| \| 7 \| 노을이 물들무렵에 \| 이슬기 \| 황옥경 \| 조은혜 \| \| \| 8 \| 강강술래 \| 이성관 \| 이명호 \| 권오정 \| \| \| 9 \| 사랑하는 친구에게 \| 이경 \| 서샤론 \| 이선로스 \| \| \| 10 \| 우리 선생님 \| 이주연 \| 이주연 \| 김지은, 김한별 \| \| \| 11 \| 아기 강아지 백구 \| 하세희 \| 하세희 \| 강수정, 김남효, 백지원, 변지현, 이주민, 한재민 \| 동상 \| \| 12 \| 라일락 꽃 \| 함은지 \| 함은지 \| 박정은 \| \| \| 13 \| 사랑의 노래 \| 최수련 \| 최수련 \| 김형곤, 유수현, 박은지, 서단비, 장혜진, 정유진, 조민주, 김다혜, 최수정 \| \| \| 14 \| 산새들의 노래 \| 한예찬 \| 박미진 \| 김예리 \| 동상 \| \| 15 \| 흥부처럼 살아요 \| 김혜자 \| 이지영 \| 김다은, 김현지, 백예원, 유성진, 윤선영, 이하림, 조효정, 조희경 \| 대상 \| |                    |        |        |                                                                        |              |
| 참가번호 | 곡명               | 작사   | 작곡   | 가창자                                                                 | 비고         |
| 1 | 숲속 친구들의 노래 | 정우령 | 정우령 | 강경화, 김수빈, 박정준, 서석배, 서주윤, 이혜민, 최한나                 |              |
| 2 | 은행잎 편지        | 김찬양 | 손정우 | 최현기                                                                 | 동상         |
| 3 | 백두산 호랑이      | 신세자 | 김영희 | 김금지, 김성민, 김지현, 김지형, 박소언, 배민지, 이보경, 최민, 황주호   | 은상         |
| 4 | 즐거운 아침        | 이은하 | 이은하 | 김균나, 김효진, 김희진, 박소현, 송민금, 유아림, 이현지, 정은주, 허홍준 | 은상         |
| 5 | 자전거를 타고      | 김종영 | 정운룡 | 박혜언                                                                 |              |
| 6 | 호수에서           | 박은주 | 석광희 | 김보현, 이지헌, 천지민, 최세희                                         | 금상, 인기상 |
| 7 | 노을이 물들무렵에  | 이슬기 | 황옥경 | 조은혜                                                                 |              |
| 8 | 강강술래           | 이성관 | 이명호 | 권오정                                                                 |              |
| 9 | 사랑하는 친구에게  | 이경   | 서샤론 | 이선로스                                                               |              |
| 10 | 우리 선생님        | 이주연 | 이주연 | 김지은, 김한별                                                         |              |
| 11 | 아기 강아지 백구   | 하세희 | 하세희 | 강수정, 김남효, 백지원, 변지현, 이주민, 한재민                         | 동상         |
| 12 | 라일락 꽃          | 함은지 | 함은지 | 박정은                                                                 |              |
| 13 | 사랑의 노래        | 최수련 | 최수련 | 김형곤, 유수현, 박은지, 서단비, 장혜진, 정유진, 조민주, 김다혜, 최수정 |              |
| 14 | 산새들의 노래      | 한예찬 | 박미진 | 김예리                                                                 | 동상         |
| 15 | 흥부처럼 살아요    | 김혜자 | 이지영 | 김다은, 김현지, 백예원, 유성진, 윤선영, 이하림, 조효정, 조희경         | 대상         |

| - 방영일: 2001년 8월 31일 금요일 오후 3:30 KBS 1TV - 녹화일: 2001년 8월 24일 금요일 오후 7:00 - 장소: KBS 부산홀 - 사회: 김홍성, 박주아 - 시상내역 - 대상 1팀 - 상금 100만원과 상패, 교육인적자원부장관상 - 금상 1팀 - 상금 50만원과 상패 - 은상 2팀 - 상금 30만원과 상패 - 동상 3팀 - 상금 20만원과 상패 - 인기상 1팀 - 상패 - 심사위원 - 이수인(심사위원장, 동요작곡가) - 박봉렬(동요작곡가) - 배양현(부산시립국악관현악단 상임지휘자) - 김문희(부산대학교 음악학과 교수, 성악가) - 김태호(KBS 부산어린이합창단 지휘자, 동요작곡가) - 황선미(동화작가) - 최병찬(KBS 부산방송총국 편성제작국장) - 참가팀: 예선에 총 239곡 이상이 참여해 본선에 15팀이 오름. \| 참가번호 \| 곡명 \| 작사 \| 작곡 \| 가창자 \| 비고 \| \| -------- \| ------------------ \| ------ \| ------ \| ------------------------------------------------------------------------------ \| ------ \| \| 1 \| 자전거를 타고 \| 유재봉 \| 유재봉 \| 유별, 신다은, 김애림, 방소윤, 윤나리, 김세주 \| 은상 \| \| 2 \| 산을 좋아하는 사람 \| 이슬기 \| 정재원 \| 정유진 \| 은상 \| \| 3 \| 민들레 \| 선용 \| 이나영 \| 정은주 \| \| \| 4 \| 서당놀이 \| 권기원 \| 류동일 \| 박상훈, 박하은, 한다솔, 김수연, 박준희, 배지수, 배준수, 홍인혜, 김민혜, 한다원 \| 금상 \| \| 5 \| 꽃의 요정 \| 김혜선 \| 김혜선 \| 김가은 \| 동상 \| \| 6 \| 나무가족 \| 박수진 \| 김애경 \| 김태연, 구하연, 심영천, 이예승, 최영주, 공소라, 김민지, 장민수, 이나영 \| \| \| 7 \| 행복한 엄마모습 \| 김윤희 \| 김윤희 \| 박소언 \| \| \| 8 \| 풍선 \| 최경진 \| 최경진 \| 서다혜, 박경리, 지다혜, 박수진, 최고은 \| \| \| 9 \| 우리는 친구 \| 나혜미 \| 나혜미 \| 김민석, 박형일, 서경진, 송소희, 윤지을, 임현정, 주종범 \| \| \| 10 \| 미안 미안해 \| 현혜수 \| 김신혜 \| 김경은 \| \| \| 11 \| 사물놀이 \| 이영란 \| 류정식 \| 오지윤 \| \| \| 12 \| 물구슬 \| 선용 \| 김지은 \| 박신영 \| 인기상 \| \| 13 \| 물수제비 뜨기 놀이 \| 윤세미 \| 윤세미 \| 이윤성, 박순정, 양다희, 박상윤, 전보경, 김종욱, 백승훈 \| 동상 \| \| 14 \| 작은 키 \| 김지행 \| 김동신 \| 정유리, 최아원, 강지영, 김태환, 김진희, 노유정 \| \| \| 15 \| 자연의 친구 \| 안진현 \| 안진현 \| 최시은, 조아라, 이은혜, 이가윤 \| 동상 \| 본선에 15곡이 올랐으나, 참가번호 4번 노래를 방송하지 않았고 음반에도 싣지 않았다. 대회 실시 후 KBS부산방송총국 홈페이지에 '서당놀이'(류동일 작곡)라는 노래가 금상 수상곡으로 올라와 있었다. 결국 음반에도 금상 수상곡이 없는 것으로 나왔고, 작곡자는 이 노래의 가락에 본인이 노랫말을 붙인 '서당개 삼년이면'이라는 노래를 작곡자의 개인 음반에 실었다. |                    |        |        |                                                                                |        |
| 참가번호 | 곡명               | 작사   | 작곡   | 가창자                                                                         | 비고   |
| 1 | 자전거를 타고      | 유재봉 | 유재봉 | 유별, 신다은, 김애림, 방소윤, 윤나리, 김세주                                   | 은상   |
| 2 | 산을 좋아하는 사람 | 이슬기 | 정재원 | 정유진                                                                         | 은상   |
| 3 | 민들레             | 선용   | 이나영 | 정은주                                                                         |        |
| 4 | 서당놀이           | 권기원 | 류동일 | 박상훈, 박하은, 한다솔, 김수연, 박준희, 배지수, 배준수, 홍인혜, 김민혜, 한다원 | 금상   |
| 5 | 꽃의 요정          | 김혜선 | 김혜선 | 김가은                                                                         | 동상   |
| 6 | 나무가족           | 박수진 | 김애경 | 김태연, 구하연, 심영천, 이예승, 최영주, 공소라, 김민지, 장민수, 이나영         |        |
| 7 | 행복한 엄마모습    | 김윤희 | 김윤희 | 박소언                                                                         |        |
| 8 | 풍선               | 최경진 | 최경진 | 서다혜, 박경리, 지다혜, 박수진, 최고은                                         |        |
| 9 | 우리는 친구        | 나혜미 | 나혜미 | 김민석, 박형일, 서경진, 송소희, 윤지을, 임현정, 주종범                         |        |
| 10 | 미안 미안해        | 현혜수 | 김신혜 | 김경은                                                                         |        |
| 11 | 사물놀이           | 이영란 | 류정식 | 오지윤                                                                         |        |
| 12 | 물구슬             | 선용   | 김지은 | 박신영                                                                         | 인기상 |
| 13 | 물수제비 뜨기 놀이 | 윤세미 | 윤세미 | 이윤성, 박순정, 양다희, 박상윤, 전보경, 김종욱, 백승훈                         | 동상   |
| 14 | 작은 키            | 김지행 | 김동신 | 정유리, 최아원, 강지영, 김태환, 김진희, 노유정                                 |        |
| 15 | 자연의 친구        | 안진현 | 안진현 | 최시은, 조아라, 이은혜, 이가윤                                                 | 동상   |

| - 방영일: 2002년 8월 31일 토요일 오후 1:10 KBS 1TV - 녹화일: 2002년 8월 22일 목요일 오후 7:00 - 장소: KBS 부산홀 - 사회: 김현욱, 강수정 - 시상내역 - 대상 1팀 - 상금 100만원과 상패, 한국방송사장상, 교육부장관상 - 금상 1팀 - 상금 70만원과 상패 - 은상 2팀 - 상금 30만원 상패 - 동상 3팀 - 상금 20만원 상패 - 인기상 1팀 - 상패 - 심사위원 - 김공선(심사위원장, 동요작곡가) - 유병무(동요작곡가) - 김문희(부산대학교 음악학과 교수, 성악가) - 김종상(아동문학가, 작사가) - 배양현(부산대학교 국악학과 교수) - 김애경(동요작곡가, 제8회 대상 수상자) - 김규태(KBS 부산방송총국 편성제작국장) - 참가팀: 예선에 총 200곡 이상이 참여해 본선에 15팀이 오름. \| 참가번호 \| 곡명 \| 작사 \| 작곡 \| 가창자 \| 비고 \| \| -------- \| ------------------ \| -------- \| ------ \| ------------------------------------------------------------------------------ \| ------ \| \| 1 \| 시골장터 \| 손민정 \| 손민정 \| 이지은, 이종현, 정서연, 김민지, 정효연, 이화진, 오태훈, 최서윤, 홍서윤, 이영한 \| 인기상 \| \| 2 \| 옛날이야기 \| 한예찬 \| 이은하 \| 문유선, 주진희, 정희정, 이은혜, 이지효, 백슬기, 김인정, 서보경 \| \| \| 3 \| 가을은 \| 이은하 \| 이정해 \| 허홍준 \| \| \| 4 \| 행복의 나무 \| 김종영 \| 김희정 \| 송은지, 지다혜, 엄정일, 박수진, 정별, 문혜준, 윤희진, 정다운 \| \| \| 5 \| 나뭇잎의 여행 \| 문다드림 \| 이경희 \| 이가은 \| 동상 \| \| 6 \| 나의 어머니 \| 박용진 \| 엄철수 \| 박소현 \| 동상 \| \| 7 \| 우리집 책꽂이 \| 강구중 \| 안진현 \| 정빛나, 정혜승, 최인영, 마상흠, 양기련, 안희련 \| 은상 \| \| 8 \| 겨울밤 \| 정소희 \| 홍재근 \| 정세훈 \| \| \| 9 \| 파도 비늘 \| 김정녀 \| 김정녀 \| 김종욱, 정다운, 박순정, 전보경 \| \| \| 10 \| 푸른바다 돌고래 \| 김원겸 \| 신진수 \| 이규임 \| 대상 \| \| 11 \| 맑은 세상 \| 김종영 \| 주유미 \| 김기연, 조연정, 오수영, 이예진, 장윤정, 안예진 \| 은상 \| \| 12 \| 햇살나무 아래서 \| 하세희 \| 하세희 \| 박선영, 김수진, 정혜령, 장은영, 진여진, 허린, 김준영, 박나원 \| \| \| 13 \| 연 \| 채정순 \| 정재원 \| 사공빈 \| 금상 \| \| 14 \| 나뭇잎에 쓰는 편지 \| 이슬기 \| 정우령 \| 황선혜 \| \| \| 15 \| 가재와 햇살 \| 허호석 \| 김인애 \| 조윤영, 이혜지, 이정명, 강수정, 프랑소와즈 갈로, 이은지 \| 동상 \| |                    |          |        |                                                                                |        |
| 참가번호 | 곡명               | 작사     | 작곡   | 가창자                                                                         | 비고   |
| 1 | 시골장터           | 손민정   | 손민정 | 이지은, 이종현, 정서연, 김민지, 정효연, 이화진, 오태훈, 최서윤, 홍서윤, 이영한 | 인기상 |
| 2 | 옛날이야기         | 한예찬   | 이은하 | 문유선, 주진희, 정희정, 이은혜, 이지효, 백슬기, 김인정, 서보경                 |        |
| 3 | 가을은             | 이은하   | 이정해 | 허홍준                                                                         |        |
| 4 | 행복의 나무        | 김종영   | 김희정 | 송은지, 지다혜, 엄정일, 박수진, 정별, 문혜준, 윤희진, 정다운                   |        |
| 5 | 나뭇잎의 여행      | 문다드림 | 이경희 | 이가은                                                                         | 동상   |
| 6 | 나의 어머니        | 박용진   | 엄철수 | 박소현                                                                         | 동상   |
| 7 | 우리집 책꽂이      | 강구중   | 안진현 | 정빛나, 정혜승, 최인영, 마상흠, 양기련, 안희련                                 | 은상   |
| 8 | 겨울밤             | 정소희   | 홍재근 | 정세훈                                                                         |        |
| 9 | 파도 비늘          | 김정녀   | 김정녀 | 김종욱, 정다운, 박순정, 전보경                                                 |        |
| 10 | 푸른바다 돌고래    | 김원겸   | 신진수 | 이규임                                                                         | 대상   |
| 11 | 맑은 세상          | 김종영   | 주유미 | 김기연, 조연정, 오수영, 이예진, 장윤정, 안예진                                 | 은상   |
| 12 | 햇살나무 아래서    | 하세희   | 하세희 | 박선영, 김수진, 정혜령, 장은영, 진여진, 허린, 김준영, 박나원                   |        |
| 13 | 연                 | 채정순   | 정재원 | 사공빈                                                                         | 금상   |
| 14 | 나뭇잎에 쓰는 편지 | 이슬기   | 정우령 | 황선혜                                                                         |        |
| 15 | 가재와 햇살        | 허호석   | 김인애 | 조윤영, 이혜지, 이정명, 강수정, 프랑소와즈 갈로, 이은지                        | 동상   |

| - 방영일: 2003년 8월 23일 토요일 오후 1:10 KBS 1TV - 녹화일: 2003년 8월 13일 수요일 오후 7:00 - 장소: 부산 광안리해수욕장 특설무대 - 사회: 유열, 김보민 - 시상내역 - 대상 1팀 - 상금 100만원과 상패, 한국방송사장상 - 금상 1팀 - 상금 70만원과 상패 - 은상 2팀 - 상금 30만원 상패 - 동상 3팀 - 상금 20만원과 상패 - 특별상 1팀 - 상패 - 심사위원 - 이수인(심사위원장, 동요작곡가) - 유병무(동요작곡가, 광주시립합창단 지휘자) - 김문희(부산대학교 음악학과 교수, 성악가) - 이슬기(동요 작사가) - 김원명(경성대학교 음악학과 교수) - 이칠성(성악가) - 김규태(KBS 부산방송총국 편성제작국장) - 김태호(KBS 부산어린이합창단 지휘자, 동요작곡가) - 참가팀: 예선에 총 300곡 이상이 참여해 본선에 15팀이 오름. \| 참가번호 \| 곡명 \| 작사 \| 작곡 \| 가창자 \| 비고 \| \| -------- \| --------------------- \| ------ \| ------ \| -------------------------------------------------------------------------------------- \| ------------ \| \| 1 \| 도토리의 꿈 \| 박은주 \| 석광희 \| 정서연, 박예니, 최지원, 이이슬, 장예원 \| 동상 \| \| 2 \| 꽃밭에서 \| 이복자 \| 정보형 \| 김지연, 장유진, 박현성, 김기범, 황한슬, 정희영, 신유섭, 전상아, 황보하영 \| \| \| 3 \| 보고 싶은 시골풍경 \| 박영글 \| 윤영신 \| 이다경 \| \| \| 4 \| 유리병 속의 작은 편지 \| 백현주 \| 김지혜 \| 오태훈 \| \| \| 5 \| 숲속 옹달샘 \| 김희수 \| 이나영 \| 정빛나, 서보경, 이정은, 김서정, 김지현 \| \| \| 6 \| 이야기 여행 \| 최창엽 \| 최창엽 \| 신재은 \| \| \| 7 \| 심술쟁이 파도 \| 류은영 \| 류은영 \| 이소진 \| \| \| 8 \| 그렇게 친해지는거야 \| 노여심 \| 김민정 \| 반민지, 이은혜, 김예지, 배진영, 정문영 \| \| \| 9 \| 우리들의 꿈 \| 한예찬 \| 이은하 \| 오서윤, 정창화, 김도현, 박송희, 김지선, 정좋은, 백정한, 이지헌, 신유지, 정주영 \| \| \| 10 \| 우주여행 \| 홍재근 \| 홍재근 \| 윤나효 \| 동상 \| \| 11 \| 빗방울 \| 유경환 \| 박수연 \| 박혜민, 이서원, 박지해, 최서윤, 이주은, 정효연, 정가희, 정수현 \| 금상 \| \| 12 \| 구름 할아버지 \| 손민정 \| 손민정 \| 오소라, 박귀단, 김민진, 한서희, 김은영, 정주희, 성민경, 김주현, 서수진 \| 은상, 특별상 \| \| 13 \| 수수꽃다리 \| 김원겸 \| 최영순 \| 조연정 \| 대상 \| \| 14 \| 시골길 \| 권수환 \| 하세희 \| 박나원, 진미선, 김윤발, 박나연, 이혜지, 이정명, 김수진, 조윤영, 최은영, 이성민, 최예진 \| 동상 \| \| 15 \| 첫눈 오던 날 \| 박성현 \| 이철희 \| 차예원, 배건호, 정민규, 신주연, 빈다은, 김은정, 윤주현 \| 은상 \| |                       |        |        |                                                                                        |              |
| 참가번호 | 곡명                  | 작사   | 작곡   | 가창자                                                                                 | 비고         |
| 1 | 도토리의 꿈           | 박은주 | 석광희 | 정서연, 박예니, 최지원, 이이슬, 장예원                                                 | 동상         |
| 2 | 꽃밭에서              | 이복자 | 정보형 | 김지연, 장유진, 박현성, 김기범, 황한슬, 정희영, 신유섭, 전상아, 황보하영               |              |
| 3 | 보고 싶은 시골풍경    | 박영글 | 윤영신 | 이다경                                                                                 |              |
| 4 | 유리병 속의 작은 편지 | 백현주 | 김지혜 | 오태훈                                                                                 |              |
| 5 | 숲속 옹달샘           | 김희수 | 이나영 | 정빛나, 서보경, 이정은, 김서정, 김지현                                                 |              |
| 6 | 이야기 여행           | 최창엽 | 최창엽 | 신재은                                                                                 |              |
| 7 | 심술쟁이 파도         | 류은영 | 류은영 | 이소진                                                                                 |              |
| 8 | 그렇게 친해지는거야   | 노여심 | 김민정 | 반민지, 이은혜, 김예지, 배진영, 정문영                                                 |              |
| 9 | 우리들의 꿈           | 한예찬 | 이은하 | 오서윤, 정창화, 김도현, 박송희, 김지선, 정좋은, 백정한, 이지헌, 신유지, 정주영         |              |
| 10 | 우주여행              | 홍재근 | 홍재근 | 윤나효                                                                                 | 동상         |
| 11 | 빗방울                | 유경환 | 박수연 | 박혜민, 이서원, 박지해, 최서윤, 이주은, 정효연, 정가희, 정수현                         | 금상         |
| 12 | 구름 할아버지         | 손민정 | 손민정 | 오소라, 박귀단, 김민진, 한서희, 김은영, 정주희, 성민경, 김주현, 서수진                 | 은상, 특별상 |
| 13 | 수수꽃다리            | 김원겸 | 최영순 | 조연정                                                                                 | 대상         |
| 14 | 시골길                | 권수환 | 하세희 | 박나원, 진미선, 김윤발, 박나연, 이혜지, 이정명, 김수진, 조윤영, 최은영, 이성민, 최예진 | 동상         |
| 15 | 첫눈 오던 날          | 박성현 | 이철희 | 차예원, 배건호, 정민규, 신주연, 빈다은, 김은정, 윤주현                                 | 은상         |

## KBS 창작동요대회 (2004~현재)
KBS 창작동요대회(1989 ~ 1993)하고 부산창작동요대회(1994 ~ 2003)를 거쳐 2004년부터는 다시 서울에서 개최되고 있다.
이번 대회에서는 완전히 새로워져, 먼저 노랫말 공모 방식으로 심사를 거친 뒤, 작곡 예선을 거쳐 본선을 경연하게 된다. 또한 초등학생하고 어른 모두 참가가 가능한 대회가 되었으며, 시상 내역도 금·은·동상에서 “작곡 최우수상”, “노랫말 최우수상”등으로 변경되어 현재에 이르고 있다.
| - 방영일 : 2004년 9월 4일 토요일 오후 12:40 KBS 1TV - 녹화일 : 2004년 8월 28일 토요일 오후 5:00 - 장소 : 여의도 KBS 홀 - 사회자 : 김현욱, 박은빈, 홍소연 - 시상내역 - 대상 1팀 : 상금 200만원 & 트로피 - 작곡 최우수상 1팀 : 상금 100만원 & 트로피 - 노랫말 최우수상 1팀 : 상금 100만원 & 트로피 - 가창 최우수상 1팀 : 상금 100만원 & 트로피 - 인기상 1팀 : 상금 100만원 & 트로피 - 우수상 : 본선 진출 모든 팀 - 심사위원 - 이수인 : 심사위원장, 동요작곡가 - 유병무 : 동요작곡가 - 강지원 : 어린이청소년포럼 대표 - 홍성은 : 단국대학교 기학과 교수 - 김태호 : KBS 부산어린이합창단 지휘자, 동요작곡가 - 김인혜 : 성악가, 서울대학교 성악과 교수 - 조성우 : 영화음악 작곡가 - 53편의 노랫말하고 작곡 예선을 거쳐, 최종 본선 12곡이 오름. \| 참가번호 \| 곡명 \| 작사 \| 작곡 \| 가창자 \| 비고 \| \| -------- \| ---------------------- \| ------ \| ------ \| -------------------------------------------------------------------------------- \| --------------- \| \| 1 \| 숲속의 아침 \| 한예찬 \| 이은하 \| 소리바람 중창단 차예원, 서보경, 정창화, 정좋은, 백슬기, 김도현 \| 인기상 \| \| 2 \| 바위는 아빠 같아요 \| 이주엽 \| 김남삼 \| 권정빈(서울 월천초 5) \| 우수상 \| \| 3 \| 노란 장화 \| 홍계영 \| 정보형 \| 한정화 신유섭(경기 부천 부흥초 4) \| 우수상 \| \| 4 \| 선생님! 체육 해요 \| 정준영 \| 박용진 \| 동요드림 중창단 김은상, 윤형재, 김민중, 김경은, 이지연, 김서우, 안민아 \| 우수상 \| \| 5 \| 꿈이 크는 책가방 \| 김종영 \| 손정우 \| 신재은(서울 대곡초 4) \| 대상 \| \| 6 \| 해바라기 \| 최지연 \| 박민지 \| 꿈을 따는 아이들 안수진, 서정현, 전화영, 송민화, 정유주 \| 우수상 \| \| 7 \| 비 개인 뒤 만난 친구들 \| 변정숙 \| 이은수 \| 예동 중창단 김혜인, 신채민, 양유나, 전희주, 이태희, 이샘, 홍진영, 상보연, 성민호 \| 우수상 \| \| 8 \| 솔바람 오는 길 \| 김원겸 \| 이성복 \| 김예슬(서울 고덕초 3) \| 가창 최우수상 \| \| 9 \| 꽃눈 내리던 날 \| 김경운 \| 김균태 \| 임병욱(아빠) 임그리나(경기 고양 덕이초 5) \| 노랫말 최우수상 \| \| 10 \| 아침이 주는 선물 \| 송지숙 \| 백현주 \| 아침이슬 중창단 송주현, 박세종, 이이슬, 조연지, 이지윤, 김수진, 이주연 \| 작곡 최우수상 \| \| 11 \| 개미사공 \| 이청자 \| 김형자 \| 박찬주(전북 고창초 4) \| 우수상 \| \| 12 \| 달님 주머니 \| 성윤정 \| 김정녀 \| 홍수연(서울 봉은초 5) \| 우수상 \| |                        |        |        |                                                                                  |                 |
| 참가번호 | 곡명                   | 작사   | 작곡   | 가창자                                                                           | 비고            |
| 1 | 숲속의 아침            | 한예찬 | 이은하 | 소리바람 중창단 차예원, 서보경, 정창화, 정좋은, 백슬기, 김도현                   | 인기상          |
| 2 | 바위는 아빠 같아요     | 이주엽 | 김남삼 | 권정빈(서울 월천초 5)                                                            | 우수상          |
| 3 | 노란 장화              | 홍계영 | 정보형 | 한정화 신유섭(경기 부천 부흥초 4)                                                | 우수상          |
| 4 | 선생님! 체육 해요      | 정준영 | 박용진 | 동요드림 중창단 김은상, 윤형재, 김민중, 김경은, 이지연, 김서우, 안민아           | 우수상          |
| 5 | 꿈이 크는 책가방       | 김종영 | 손정우 | 신재은(서울 대곡초 4)                                                            | 대상            |
| 6 | 해바라기               | 최지연 | 박민지 | 꿈을 따는 아이들 안수진, 서정현, 전화영, 송민화, 정유주                          | 우수상          |
| 7 | 비 개인 뒤 만난 친구들 | 변정숙 | 이은수 | 예동 중창단 김혜인, 신채민, 양유나, 전희주, 이태희, 이샘, 홍진영, 상보연, 성민호 | 우수상          |
| 8 | 솔바람 오는 길         | 김원겸 | 이성복 | 김예슬(서울 고덕초 3)                                                            | 가창 최우수상   |
| 9 | 꽃눈 내리던 날         | 김경운 | 김균태 | 임병욱(아빠) 임그리나(경기 고양 덕이초 5)                                        | 노랫말 최우수상 |
| 10 | 아침이 주는 선물       | 송지숙 | 백현주 | 아침이슬 중창단 송주현, 박세종, 이이슬, 조연지, 이지윤, 김수진, 이주연           | 작곡 최우수상   |
| 11 | 개미사공               | 이청자 | 김형자 | 박찬주(전북 고창초 4)                                                            | 우수상          |
| 12 | 달님 주머니            | 성윤정 | 김정녀 | 홍수연(서울 봉은초 5)                                                            | 우수상          |

| - 방영일 : 2005년 12월 17일 토요일 오후 12:30 KBS 1TV - 녹화일 : 2005년 12월 9일 금요일 오후 7:00 - 장소 : 여의도 KBS 홀 - 사회 : 한석준, 고민정 - 시상내역 - 대상 1팀 : 상금 200만원 트로피 - 작곡 최우수상 1팀 : 상금 100만원 트로피 - 노랫말 최우수상 1팀 : 상금 100만원 트로피 - 인기상 2팀 : 상금 100만원 트로피 - 우수상 : 본선 진출 모든 팀 - 심사위원 - 이수인 : 심사위원장, 동요작곡가, KBS 어린이합창단장 - 손정우 : 동요작곡가, 2004년 대상 수상자 - 김대원 : 교육인적자원부 교육연구사 - 김원정 : 성악가 - 김영신 : 숙명여자대학교 대학원 음악치료과 교수 - 이승우 : 작곡가, 슬비안 대표 - 장성환 : KBS 어린이 청소년팀장 - 노랫말하고 작곡 예선을 거쳐, 최종 본선 12곡이 오름. \| 참가번호 \| 곡명 \| 작사 \| 작곡 \| 가창자 \| 비고 \| \| -------- \| ------------------------------- \| ------ \| ------ \| ---------------------------------------------------------------------------------------------------------- \| --------------------- \| \| 1 \| 하얀 눈이 그린 그림 \| 허복남 \| 이은정 \| 윤서현(경기 성남 탄천초 5) \| 우수상 \| \| 2 \| 콩나물 \| 유영미 \| 이기경 \| 작은 천사들 이규빈, 이지은, 박예은, 김신원, 김세영, 김예원, 노화영, 임은정, 백선영, 박지민 \| 우수상, 인기상 \| \| 3 \| 별 보며 핀 우정 \| 김에녹 \| 함명희 \| 박은우(서울 학동초 4) \| 우수상 \| \| 4 \| 고추 잠자리 \| 박형순 \| 박용진 \| 동요드림 중창단 이지연, 이동원, 서지혜, 이주희, 안민아, 김하늘, 김영신 \| 우수상 \| \| 5 \| 동그란 거울 \| 주유미 \| 주유미 \| 최연수(서울 예일초 5) \| 우수상, 인기상 \| \| 6 \| 탱글탱글 화샤샤 \| 김정녀 \| 김정녀 \| 꿈초롱 아이들 김윤아, 김민지, 김지혜, 이승연 \| 작곡 최우수상 \| \| 7 \| 방울 방울 방울꽃 \| 김다나 \| 김봉학 \| 샛별 중창단 임가영, 김수현, 정혜원, 김율희, 유지수, 정유진 김수현 어머니, 정혜원 어머니(서울 계성초등학교) \| 우수상 \| \| 8 \| 할아버지 나무 \| 최지연 \| 홍재근 \| 박한샘(경기 안양초 4) \| 우수상 \| \| 9 \| 햇살 이야기 \| 박후락 \| 김신혜 \| 이다정, 이한나 (서울 포이초 5) \| 우수상 \| \| 10 \| 빗방울 음악회 \| 이성관 \| 박경숙 \| 송준혁(서울 포이초 3) \| 우수상 \| \| 11 \| 큰 그늘 나무 \| 김원겸 \| 유재봉 \| 김효진(전북 전주 서곡초 6) \| 우수상 \| \| 12 \| "넌 할 수 있어"라고 말해 주세요 \| 곽진영 \| 강수현 \| 예동 중창단 양유나, 전희주, 조호인, 이다운, 홍진영, 송다원, 성민호, 조하윤, 장은비 \| 노랫말 최우수상, 대상 \| |                                 |        |        | |                       |
| 참가번호 | 곡명                            | 작사   | 작곡   | 가창자 | 비고                  |
| 1 | 하얀 눈이 그린 그림             | 허복남 | 이은정 | 윤서현(경기 성남 탄천초 5)                                                                                 | 우수상                |
| 2 | 콩나물                          | 유영미 | 이기경 | 작은 천사들 이규빈, 이지은, 박예은, 김신원, 김세영, 김예원, 노화영, 임은정, 백선영, 박지민                 | 우수상, 인기상        |
| 3 | 별 보며 핀 우정                 | 김에녹 | 함명희 | 박은우(서울 학동초 4)                                                                                      | 우수상                |
| 4 | 고추 잠자리                     | 박형순 | 박용진 | 동요드림 중창단 이지연, 이동원, 서지혜, 이주희, 안민아, 김하늘, 김영신                                     | 우수상                |
| 5 | 동그란 거울                     | 주유미 | 주유미 | 최연수(서울 예일초 5)                                                                                      | 우수상, 인기상        |
| 6 | 탱글탱글 화샤샤                 | 김정녀 | 김정녀 | 꿈초롱 아이들 김윤아, 김민지, 김지혜, 이승연                                                               | 작곡 최우수상         |
| 7 | 방울 방울 방울꽃                | 김다나 | 김봉학 | 샛별 중창단 임가영, 김수현, 정혜원, 김율희, 유지수, 정유진 김수현 어머니, 정혜원 어머니(서울 계성초등학교) | 우수상                |
| 8 | 할아버지 나무                   | 최지연 | 홍재근 | 박한샘(경기 안양초 4)                                                                                      | 우수상                |
| 9 | 햇살 이야기                     | 박후락 | 김신혜 | 이다정, 이한나 (서울 포이초 5)                                                                             | 우수상                |
| 10 | 빗방울 음악회                   | 이성관 | 박경숙 | 송준혁(서울 포이초 3)                                                                                      | 우수상                |
| 11 | 큰 그늘 나무                    | 김원겸 | 유재봉 | 김효진(전북 전주 서곡초 6)                                                                                 | 우수상                |
| 12 | "넌 할 수 있어"라고 말해 주세요 | 곽진영 | 강수현 | 예동 중창단 양유나, 전희주, 조호인, 이다운, 홍진영, 송다원, 성민호, 조하윤, 장은비                         | 노랫말 최우수상, 대상 |

| - 방영일 : 2006년 11월 4일 토요일 오후 1:25 KBS 1TV - 녹화일 : 2006년 10월 21일 토요일 오후 5:00 - 장소 : 여의도 KBS 홀 - 사회 : 한석준, 고민정 - 시상내역 - 작곡부문 (작곡자 시상) - 대상 1곡 : 한국방송사장상 및 상패, 상금 100만원 - 최우수상 1곡 : 상장, 상패, 상금 50만원 - 우수상 (본선 진출 12곡) : 상장, 상금 30만원 - 노랫말 부문 (작사자 시상) - 최우수상 1편 : 상장 및 상패, 상금 50만원 - 우수상 (본선진출 12편 노랫말) : 상장, 상금 20만원 - 심사위원 - 이수인 : 심사위원장, 동요작곡가, KBS 어린이합창단장 - 추응운 : 한국아카데미소년소녀합창단 지휘자 - 방금주 : 서울교육대학교 음악교육과 교수 - 이명규 : 경인교육대학교 음악교육과 교수 - 김애경 : 동요작곡가, 서울봉천초등학교 교사 - 지평권 : 드라마 음악감독 - 장성환 : KBS 어린이 청소년팀장 - 노랫말하고 작곡 예선을 거쳐, 최종 본선 12곡이 오름 \| 참가번호 \| 곡명 \| 작사 \| 작곡 \| 가창자 \| 비고 \| \| -------- \| -------------------- \| ------ \| ------ \| ------------------------------------------------------------------------------------------- \| --------------------------------- \| \| 1 \| 난 네가 좋아 \| 정소희 \| 김진숙 \| 포도나무 중창단 최서현, 김솔, 김하은, 지세원, 김진수, 최인영, 박다정 \| 노랫말 최우수상 \| \| 2 \| 우리 쫄랑이 \| 김유정 \| 김유정 \| 이은상(경기 성남 서당초 3) \| 우수상 \| \| 3 \| 잘 자랄게요 \| 김혜인 \| 이은수 \| 예쁜 동요를 부르는 아이들 성민호, 박혜진, 임현정, 서나영, 임보현, 박연실, 홍준기 \| 우수상 \| \| 4 \| 빗방울의 합창 \| 박현미 \| 박현미 \| 세륜 동그라미 중창단 안동주, 전혜성, 박재연, 우연준, 최예지, 정민정, 이민지, 송윤정, 정희수 \| 우수상 \| \| 5 \| 소풍날 아침 \| 임유식 \| 이성복 \| 전혜윤 이소영(서울 서원초 4) \| 우수상 \| \| 6 \| 틀려도 괜찮아 \| 김형주 \| 이수하 \| 소리바람 중창단 허성윤, 강다원, 박지영, 조민서, 성지민, 구민주 \| 노랫말 수상 취소 (가사 직권 수정) \| \| 6 \| 우리들 세상 \| 이수하 \| 이수하 \| 소리바람 중창단 허성윤, 강다원, 박지영, 조민서, 성지민, 구민주 \| 노랫말 수상 취소 (가사 직권 수정) \| \| 7 \| 오리가족의 세상 구경 \| 김종영 \| 정보형 \| 부자유친 중창단 김종량, 하영재, 한승범, 이웅기, 이병훈, 이상옥 박연우, 이규원, 신보연 \| 인기상 \| \| 8 \| 말꼬리 잇기 \| 류동일 \| 주유미 \| 어린이 노래나라 동심 중창단 김경원, 김수현, 임가영, 전민정, 최하은, 최혁 \| 작곡 최우수상 \| \| 9 \| 추억 저 편에 \| 이광휘 \| 김재한 \| 이소윤(경기 가평 청평초 6학년) \| 우수상 \| \| 10 \| 난 네가 좋아 \| 정소희 \| 홍재근 \| 김유정(서울 상명대 부설중 1) 윤희진(경기 시흥 포리초 6) \| 작사 최우수상, 인기상 \| \| 11 \| 민들레 씨앗의 여행 \| 백지원 \| 조원경 \| 최서윤(부산 해송초 6) \| 우수상 \| \| 12 \| 해님사랑 \| 안혜자 \| 류정식 \| 꿈을 따는 아이들 김정현, 이보현, 전화영, 서수민 \| 대상 \| |                      |        |        |                                                                                             |                                   |
| 참가번호 | 곡명                 | 작사   | 작곡   | 가창자                                                                                      | 비고                              |
| 1 | 난 네가 좋아         | 정소희 | 김진숙 | 포도나무 중창단 최서현, 김솔, 김하은, 지세원, 김진수, 최인영, 박다정                        | 노랫말 최우수상                   |
| 2 | 우리 쫄랑이          | 김유정 | 김유정 | 이은상(경기 성남 서당초 3)                                                                  | 우수상                            |
| 3 | 잘 자랄게요          | 김혜인 | 이은수 | 예쁜 동요를 부르는 아이들 성민호, 박혜진, 임현정, 서나영, 임보현, 박연실, 홍준기            | 우수상                            |
| 4 | 빗방울의 합창        | 박현미 | 박현미 | 세륜 동그라미 중창단 안동주, 전혜성, 박재연, 우연준, 최예지, 정민정, 이민지, 송윤정, 정희수 | 우수상                            |
| 5 | 소풍날 아침          | 임유식 | 이성복 | 전혜윤 이소영(서울 서원초 4)                                                                | 우수상                            |
| 6 | 틀려도 괜찮아        | 김형주 | 이수하 | 소리바람 중창단 허성윤, 강다원, 박지영, 조민서, 성지민, 구민주                              | 노랫말 수상 취소 (가사 직권 수정) |
| 6 | 우리들 세상          | 이수하 | 이수하 | 소리바람 중창단 허성윤, 강다원, 박지영, 조민서, 성지민, 구민주                              | 노랫말 수상 취소 (가사 직권 수정) |
| 7 | 오리가족의 세상 구경 | 김종영 | 정보형 | 부자유친 중창단 김종량, 하영재, 한승범, 이웅기, 이병훈, 이상옥 박연우, 이규원, 신보연       | 인기상                            |
| 8 | 말꼬리 잇기          | 류동일 | 주유미 | 어린이 노래나라 동심 중창단 김경원, 김수현, 임가영, 전민정, 최하은, 최혁                    | 작곡 최우수상                     |
| 9 | 추억 저 편에         | 이광휘 | 김재한 | 이소윤(경기 가평 청평초 6학년)                                                              | 우수상                            |
| 10 | 난 네가 좋아         | 정소희 | 홍재근 | 김유정(서울 상명대 부설중 1) 윤희진(경기 시흥 포리초 6)                                     | 작사 최우수상, 인기상             |
| 11 | 민들레 씨앗의 여행   | 백지원 | 조원경 | 최서윤(부산 해송초 6)                                                                       | 우수상                            |
| 12 | 해님사랑             | 안혜자 | 류정식 | 꿈을 따는 아이들 김정현, 이보현, 전화영, 서수민                                             | 대상                              |

| - 방영일 : 2007년 10월 27일 토요일 오후 2:25 KBS 1TV - 녹화일 : 2007년 10월 7일 일요일 오후 5:00 - 장소 : 여의도 KBS 홀 - 사회 : 최동석, 이선영, 이수근 - 시상내역 - 작곡부문 (작곡자 시상) - 대상 1곡 : 한국방송사장상 및 상패, 상금 100만원 - 최우수상 1곡 : 상장, 상패, 상금 50만원 - 우수상 (본선 진출 12곡) ： 상장, 상금 30만원 - 노랫말 부문 (작사자 시상) - 최우수상 1편 : 상장 및 상패, 상금 50만원 - 우수상 (본선진출 12편 노랫말) : 상장, 상금 20만원 - 심사위원 - 이수인：심사위원장, 동요작곡가, KBS 어린이합창단장 - 오세균：한국동요음악협회 회장 - 손정우：동요작곡가 - 홍성은：단국대학교 기악과 교수 - 최우정：서울대학교 작곡과 교수 - 김문정：뮤지컬 음악감독 - 노랫말하고 작곡 예선을 거쳐, 최종 본선 12곡이 오름 \| 참가번호 \| 곡명 \| 작사 \| 작곡 \| 가창자 \| 비고 \| \| -------- \| ---------------------------- \| --------------------- \| ------ \| ----------------------------------------------------------------------------------------------------------------------------------------------------------------------------------------------------------------------------------------------- \| --------------------- \| \| 1 \| 별 뿌리는 아이 \| 황성빈(경기 양일고 1) \| 황성빈 \| 별사탕 중창단 박도연(서울 송파초 4), 문지현(경기 안산 양지초 3), 안재인(서울 방일초 3), 박연우(서울 반원초 2) \| 우수상 \| \| 2 \| 못난이 삼형제 \| 조원경 \| 조원경 \| 복덩이 친구들 김정현(부산 해강초 6) 박소정(부산 인지초 6) 국화정(부산교대부설초 5) 엄승경(부산 동성초 1) 오희정(LCI키즈클럽남천스쿨) 김규리(부산 해강초 1) \| 우수상 \| \| 3 \| 사랑해요 고마워요 말해볼래요 \| 황은미 \| 최창엽 \| 아리새 중창단 박은우(서울 학동초 6) 김지수, 박정현(서울 왕북초 5) 정효진(서울 왕북초 4) 이명선(서울 왕북초 3) \| 우수상 \| \| 4 \| 높임말 친구 \| 정수은 \| 임수연 \| 동요드림 중창단 방상원(경기 고양 오마초 5) 김민범(경기 고양 고봉초 5) 서재희(경기 고양 신일초 5) 허예원(경기 고양 신촌초 5) 임효진(경기 고양 율동초 5) 김찬영(서울 반원초 5) 이혜담(경기 고양 능곡초 5) 박수연, 정하영(경기 고양 백마초 4) \| 우수상 \| \| 5 \| 엄마는 잔소리 대장 \| 홍계영 \| 백현정 \| 노래마을 아이들 김태연(경기 안양 호원초 6) 이나현(경기 안양 부안초 6) 신소이(경기 안양 명학초 6) 신혜수(경기 안양 박달초 5) 정채원(경기 안양 부흥초 3) 정소현(경기 안양 희성초 3) 김세희, 양광모(경기 안양 석수초 2) 고예지(경기 안양 박달초 2) \| 우수상 \| \| 6 \| 손을 잡으면 \| 김영좌 \| 윤학준 \| 이소영(경기 안산 해양초 3) 강동순(엄마) \| 우수상 \| \| 7 \| 날 수 있다면 \| 구선영 \| 오희섭 \| 노래 요정들 임윤희(울산 신복초 5학년) 이윤지, 이현수(울산 삼신초등학교 4학년) 송지윤(부산 외국인학교 5학년) \| 노랫말, 작곡 최우수상 \| \| 8 \| 아이 아이 아이스크림 \| 엄희철 \| 이은수 \| 예동 중창단 서나영(서울 창원초 5) 박연실(서울 동북초 5) 황소연(서울 배봉초 2), 성민영(서울 창일초 3)김지원, 송민지(서울 자운초 3), 김나현, 김재희, 박진솔(서울 자운초 4) \| 우수상 \| \| 9 \| 풀포기의 꿈 \| 김혜은 \| 정보형 \| 송다미(경기 성남 신기초 1) 송우미(성남 신기초 6) \| 우수상 \| \| 10 \| 어른이 되는 시험 \| 김정녀 \| 김정녀 \| 꿈초롱 아이들 최동호(경기 용인 신리초 4) 이은상(샘물학교 4) 박영은(경기 성남 서당초 4) 김민지(경기 성남 늘푸른초등학교) 김채연(경기 성남 내정초 5) 정지은(경기 성남 분당초 5) 이승연(경기 성남 서당초 6) \| 인기상 \| \| 11 \| 하늘나라 음악교실 \| 이인태 \| 이근호 \| 현울림 중창단 김민경(경기 용인 서원초 5) 조아란(경기 용인 수지초 4) 오연수(서울 봉현초 4) 김수연(경기 용인 상현초 4) 김강희(경기 용인 풍천초 4) 고은비(경기 용인 신리초 3) 이유진(경기 용인 봉현초 3) \| 우수상 \| \| 12 \| 어린왕자에게 \| 박경진 \| 조경찬 \| 성민호(서울 창일초 6) \| 대상 \| |                              |                       |        | |                       |
| 참가번호 | 곡명                         | 작사                  | 작곡   | 가창자 | 비고                  |
| 1 | 별 뿌리는 아이               | 황성빈(경기 양일고 1) | 황성빈 | 별사탕 중창단 박도연(서울 송파초 4), 문지현(경기 안산 양지초 3), 안재인(서울 방일초 3), 박연우(서울 반원초 2) | 우수상                |
| 2 | 못난이 삼형제                | 조원경                | 조원경 | 복덩이 친구들 김정현(부산 해강초 6) 박소정(부산 인지초 6) 국화정(부산교대부설초 5) 엄승경(부산 동성초 1) 오희정(LCI키즈클럽남천스쿨) 김규리(부산 해강초 1)                                                                                      | 우수상                |
| 3 | 사랑해요 고마워요 말해볼래요 | 황은미                | 최창엽 | 아리새 중창단 박은우(서울 학동초 6) 김지수, 박정현(서울 왕북초 5) 정효진(서울 왕북초 4) 이명선(서울 왕북초 3) | 우수상                |
| 4 | 높임말 친구                  | 정수은                | 임수연 | 동요드림 중창단 방상원(경기 고양 오마초 5) 김민범(경기 고양 고봉초 5) 서재희(경기 고양 신일초 5) 허예원(경기 고양 신촌초 5) 임효진(경기 고양 율동초 5) 김찬영(서울 반원초 5) 이혜담(경기 고양 능곡초 5) 박수연, 정하영(경기 고양 백마초 4)      | 우수상                |
| 5 | 엄마는 잔소리 대장           | 홍계영                | 백현정 | 노래마을 아이들 김태연(경기 안양 호원초 6) 이나현(경기 안양 부안초 6) 신소이(경기 안양 명학초 6) 신혜수(경기 안양 박달초 5) 정채원(경기 안양 부흥초 3) 정소현(경기 안양 희성초 3) 김세희, 양광모(경기 안양 석수초 2) 고예지(경기 안양 박달초 2) | 우수상                |
| 6 | 손을 잡으면                  | 김영좌                | 윤학준 | 이소영(경기 안산 해양초 3) 강동순(엄마) | 우수상                |
| 7 | 날 수 있다면                 | 구선영                | 오희섭 | 노래 요정들 임윤희(울산 신복초 5학년) 이윤지, 이현수(울산 삼신초등학교 4학년) 송지윤(부산 외국인학교 5학년) | 노랫말, 작곡 최우수상 |
| 8 | 아이 아이 아이스크림         | 엄희철                | 이은수 | 예동 중창단 서나영(서울 창원초 5) 박연실(서울 동북초 5) 황소연(서울 배봉초 2), 성민영(서울 창일초 3)김지원, 송민지(서울 자운초 3), 김나현, 김재희, 박진솔(서울 자운초 4)                                                                        | 우수상                |
| 9 | 풀포기의 꿈                  | 김혜은                | 정보형 | 송다미(경기 성남 신기초 1) 송우미(성남 신기초 6) | 우수상                |
| 10 | 어른이 되는 시험             | 김정녀                | 김정녀 | 꿈초롱 아이들 최동호(경기 용인 신리초 4) 이은상(샘물학교 4) 박영은(경기 성남 서당초 4) 김민지(경기 성남 늘푸른초등학교) 김채연(경기 성남 내정초 5) 정지은(경기 성남 분당초 5) 이승연(경기 성남 서당초 6)                                        | 인기상                |
| 11 | 하늘나라 음악교실            | 이인태                | 이근호 | 현울림 중창단 김민경(경기 용인 서원초 5) 조아란(경기 용인 수지초 4) 오연수(서울 봉현초 4) 김수연(경기 용인 상현초 4) 김강희(경기 용인 풍천초 4) 고은비(경기 용인 신리초 3) 이유진(경기 용인 봉현초 3)                                           | 우수상                |
| 12 | 어린왕자에게                 | 박경진                | 조경찬 | 성민호(서울 창일초 6) | 대상                  |

| - 방영일 : 2008년 11월 8일 토요일 오후 1:30 KBS 1TV - 녹화일 : 2008년 10월 25일 토요일 오후 5:00 - 장소 : 여의도 KBS 홀 - 사회 : 김현욱, 김기만, 조수빈 - 시상내역 - 작곡부문 (작곡자 시상) - 대상 1곡 : 한국방송사장상 및 상패, 상금 100만원 - 최우수상 1곡 : 상장, 상패, 상금 50만원 - 우수상 (본선 진출 12곡) : 상장, 상금 30만원 - 노랫말 부문 (작사자 시상) - 최우수상 1편 : 상장 및 상패, 상금 50만원 - 우수상 (본선진출 12편 노랫말) : 상장, 상금 20만원 - 심사위원 - 이수인 : 심사위원장, 동요작곡가 - 석문주 : 경인교육대학교 음악교육과 교수 - 양재무 : ⟨이 마에스트리⟩ 음악감독, 서울예술고등학교 교사 - 임준희 : 오페라 ⟨천생연분⟩ 작곡가 - 유대현 : 안산 대동초등학교 교사 - 김원정 ： 성악가 - 김광필 ： KBS 어린이 청소년팀장 - 노랫말하고 작곡 예선을 거쳐, 최종 본선 12곡이 오름 \| 참가번호 \| 곡명 \| 작사 \| 작곡 \| 가창자 \| 비고 \| \| -------- \| ----------------------------- \| ------ \| ------ \| ------------------------------------------------------------------------------------------------------------ \| --------------- \| \| 1 \| 닮은 꼴 우리 가족 \| 박경진 \| 박경진 \| 최은지(서울 구룡초 6) 안재경(서울 포이초 6) \| 우수상 \| \| 2 \| 섬마을 작은 별 \| 구준회 \| 김신혜 \| 안희성(서울 대도초 3) \| 노랫말 최우수상 \| \| 3 \| 동그랗게 동그랗게 \| 박수진 \| 이영아 \| 김아현, 배새별 (전북 전주 서곡초 6) \| 우수상 \| \| 4 \| 심부름 가는 길에 \| 김정은 \| 홍재근 \| 문지현, 송채영 (경기 안산 양지초 4) \| 우수상 \| \| 5 \| 거꾸로 보는 세상 \| 이수영 \| 이은정 \| 해맑은 아이들 인지예, 조다은, 장오은, 장윤영, 엄지원, 김다인 (경기 성남 내정초 외) \| 우수상 \| \| 6 \| 달팽이의 하루 \| 조원경 \| 김진성 \| 장주희(울산 삼신초 6) \| 대상 \| \| 7 \| 엄마는 사랑을 만드는 요술쟁이 \| 조귀현 \| 윤학준 \| 노래샘 중창단 김소현, 이유진, 김수연, 박영건, 김도현, 김성윤 \| 우수상 \| \| 8 \| 연어야 연어야 \| 주유미 \| 주유미 \| 성민희(서울 원묵초 5) \| 우수상 \| \| 9 \| 펭귄 \| 최진희 \| 김드리 \| 동요드림 중창단 이희원, 이예린, 안정민, 정하영, 방상원, 이혜담, 임효진, 서재희, 김민범 (경기 고양 신일초 외) \| 인기상 \| \| 10 \| 아장아장 뒤뚱뒤뚱 \| 송기범 \| 정보형 \| 송승연 한지민(서울 대현초 3) \| 인기상 \| \| 11 \| 단풍잎 별 \| 김기연 \| 이근호 \| 김규빈(경기 수원 잠원초 5) 장푸름(경기 용인 용마초 6) \| 작곡 최우수상 \| \| 12 \| 예쁜 별 목걸이 \| 조혜진 \| 오희섭 \| 노래하는 아이들 유성호, 최창환, 강신, 이주연, 송주연, 김하정, 오세철, 김예원, 허여진 \| 우수상 \| |                               |        |        | |                 |
| 참가번호 | 곡명                          | 작사   | 작곡   | 가창자 | 비고            |
| 1 | 닮은 꼴 우리 가족             | 박경진 | 박경진 | 최은지(서울 구룡초 6) 안재경(서울 포이초 6)                                                                  | 우수상          |
| 2 | 섬마을 작은 별                | 구준회 | 김신혜 | 안희성(서울 대도초 3)                                                                                        | 노랫말 최우수상 |
| 3 | 동그랗게 동그랗게             | 박수진 | 이영아 | 김아현, 배새별 (전북 전주 서곡초 6)                                                                          | 우수상          |
| 4 | 심부름 가는 길에              | 김정은 | 홍재근 | 문지현, 송채영 (경기 안산 양지초 4)                                                                          | 우수상          |
| 5 | 거꾸로 보는 세상              | 이수영 | 이은정 | 해맑은 아이들 인지예, 조다은, 장오은, 장윤영, 엄지원, 김다인 (경기 성남 내정초 외)                           | 우수상          |
| 6 | 달팽이의 하루                 | 조원경 | 김진성 | 장주희(울산 삼신초 6)                                                                                        | 대상            |
| 7 | 엄마는 사랑을 만드는 요술쟁이 | 조귀현 | 윤학준 | 노래샘 중창단 김소현, 이유진, 김수연, 박영건, 김도현, 김성윤                                                 | 우수상          |
| 8 | 연어야 연어야                 | 주유미 | 주유미 | 성민희(서울 원묵초 5)                                                                                        | 우수상          |
| 9 | 펭귄                          | 최진희 | 김드리 | 동요드림 중창단 이희원, 이예린, 안정민, 정하영, 방상원, 이혜담, 임효진, 서재희, 김민범 (경기 고양 신일초 외) | 인기상          |
| 10 | 아장아장 뒤뚱뒤뚱             | 송기범 | 정보형 | 송승연 한지민(서울 대현초 3)                                                                                 | 인기상          |
| 11 | 단풍잎 별                     | 김기연 | 이근호 | 김규빈(경기 수원 잠원초 5) 장푸름(경기 용인 용마초 6)                                                        | 작곡 최우수상   |
| 12 | 예쁜 별 목걸이                | 조혜진 | 오희섭 | 노래하는 아이들 유성호, 최창환, 강신, 이주연, 송주연, 김하정, 오세철, 김예원, 허여진                         | 우수상          |

| - 방영일 : 2009년 10월 24일 토요일 오후 4:30 KBS 1TV - 녹화일 : 2009년 10월 10일 토요일 오후 5:00 - 장소 : 여의도 KBS 홀 - 사회 : 김현욱, 박은빈 - 시상내역 - 작곡부문 (작곡자 시상) - 대상 1곡 : '한국방송사장상 및 상패, 상금(100만원) - 최우수상 1곡 : 상장, 상패, 상금(50만원) - 우수상 (본선 진출 12곡) : 상장, 상금(30만원) - 노랫말 부문 (작사자 시상)‘’‘ - 최우수상 1편 : 상장 및 상패, 상금(50만원) - 우수상 (본선진출 12편 노랫말) : 상장, 상금(20만원) - 심사위원 - 박정선 : 심사위원장, 단국대학교 음악대학 작곡과 교수 - 조연이 : KBS 어린이합창단장 - 김경희 : 숙명여자대학교 음악대학 기악학부 교수 - 신형원 : 가수, 경희대학교 예술디자인학과 포스트모던음악학과 교수 - 한충완 : 서울예술대학 실용음악과 교수 - 임성규 : 성악가 - 윤동찬 : KBS 교양제작국장 - 노랫말하고 작곡 예선을 거쳐, 최종 본선 12곡이 오름 \| 참가번호 \| 곡명 \| 작사 \| 작곡 \| 가창자 \| 비고 \| \| -------- \| ------------------------- \| ------ \| ------ \| ------------------------------------------------------------------------------------------------- \| --------------- \| \| 1 \| 노래가 오는 곳 \| 김기연 \| 김드리 \| 늘해랑중창단 김규빈, 박민지, 노주영, 이주현, 김문영, 이민지, 고시은, 박예빈 (경기 수원 잠원초 외) \| 우수상 \| \| 2 \| 세상에서 가장 빛나는 노래 \| 이인태 \| 주유미 \| 김주헌(서울 계성초 5) \| 노랫말 최우수상 \| \| 3 \| 샤를랄랄라이야 \| 노은아 \| 노은아 \| 꿈이 크는 아이들 엄예진, 최가현, 이지은, 김나영, 박정현 \| 우수상 \| \| 4 \| 사과나무 \| 곽진영 \| 이은수 \| 예동 중창단 윤서영, 박진솔, 김지원, 김예나, 황나윤, 박수지, 송민지, 엄민주, 정세희 \| 작곡 최우수상 \| \| 5 \| 마트로시카 \| 문정은 \| 최재혁 \| 장한별(대구 경북대 사범대 부설초 2) \| 우수상 \| \| 6 \| 함께 걸어요 \| 서미원 \| 조혜진 \| 하늘소리 중창단 장현규, 염지현, 한지민, 김민지, 이유진, 박시은, 김혜원, 홍조은 \| 우수상 \| \| 7 \| 나,너,우리 \| 이혜경 \| 윤학준 \| 엄지민(수원 소화초 6) 한인혜(같은 학교 5) \| 우수상 \| \| 8 \| 자전거 바퀴를 굴러보아요 \| 이민영 \| 윤정란 \| 동그라미 중창단 손예림, 한지민, 김민기, 구예본, 문순, 양승록, 윤정란, 박진표 \| 인기상 \| \| 9 \| 아낌없이 주는 나무 \| 이수영 \| 김미은 \| 주세은(경북 경주 동천초 6) \| 대상 \| \| 10 \| 개미 \| 이연주 \| 이연주 \| 배다영(경기 평택 소사벌초 1) \| 인기상 \| \| 11 \| 꿈으로 가는 계단 \| 김정은 \| 노영원 \| 소리재단사 원유리, 주혜린, 이소영, 김지윤, 최가인, 김다연, 조은빈, 조원경, 주혜민 \| 우수상 \| \| 12 \| 고니의 여행 \| 김태은 \| 임수연 \| 최창환(경남 김해 경운초 5) \| 우수상 \| |                           |        |        |                                                                                                   |                 |
| 참가번호 | 곡명                      | 작사   | 작곡   | 가창자                                                                                            | 비고            |
| 1 | 노래가 오는 곳            | 김기연 | 김드리 | 늘해랑중창단 김규빈, 박민지, 노주영, 이주현, 김문영, 이민지, 고시은, 박예빈 (경기 수원 잠원초 외) | 우수상          |
| 2 | 세상에서 가장 빛나는 노래 | 이인태 | 주유미 | 김주헌(서울 계성초 5)                                                                             | 노랫말 최우수상 |
| 3 | 샤를랄랄라이야            | 노은아 | 노은아 | 꿈이 크는 아이들 엄예진, 최가현, 이지은, 김나영, 박정현                                           | 우수상          |
| 4 | 사과나무                  | 곽진영 | 이은수 | 예동 중창단 윤서영, 박진솔, 김지원, 김예나, 황나윤, 박수지, 송민지, 엄민주, 정세희                | 작곡 최우수상   |
| 5 | 마트로시카                | 문정은 | 최재혁 | 장한별(대구 경북대 사범대 부설초 2)                                                               | 우수상          |
| 6 | 함께 걸어요               | 서미원 | 조혜진 | 하늘소리 중창단 장현규, 염지현, 한지민, 김민지, 이유진, 박시은, 김혜원, 홍조은                    | 우수상          |
| 7 | 나,너,우리                | 이혜경 | 윤학준 | 엄지민(수원 소화초 6) 한인혜(같은 학교 5)                                                         | 우수상          |
| 8 | 자전거 바퀴를 굴러보아요  | 이민영 | 윤정란 | 동그라미 중창단 손예림, 한지민, 김민기, 구예본, 문순, 양승록, 윤정란, 박진표                      | 인기상          |
| 9 | 아낌없이 주는 나무        | 이수영 | 김미은 | 주세은(경북 경주 동천초 6)                                                                        | 대상            |
| 10 | 개미                      | 이연주 | 이연주 | 배다영(경기 평택 소사벌초 1)                                                                      | 인기상          |
| 11 | 꿈으로 가는 계단          | 김정은 | 노영원 | 소리재단사 원유리, 주혜린, 이소영, 김지윤, 최가인, 김다연, 조은빈, 조원경, 주혜민                 | 우수상          |
| 12 | 고니의 여행               | 김태은 | 임수연 | 최창환(경남 김해 경운초 5)                                                                        | 우수상          |

| - 방영일 : 2010년 11월 6일 토요일 오후 3:00 KBS 1TV - 녹화일 : 2010년 10월 23일 토요일 오전 11:00 - 장소 : 여의도 KBS 홀 - 사회 : 조우종, 이선영, 진지희 - 시상내역 - 작곡부문 : 작곡자 시상 - 대상 1곡 : 한국방송사장상 및 상패, 상금 100만원 - 최우수상 1곡 : 상장, 상패, 상금 50만원 - 우수상 (본선 진출 12곡) : 상장, 상금 30만원 - 노랫말 부문 (작사자 시상) - 최우수상 1편 : 상장 및 상패, 상금 50만원 - 우수상 (본선진출 12편) : 상장, 상금 20만원 - 심사위원 - 김암 : 심사위원장, 경희대학교 성악과 교수 - 손정우 : 동요작곡가 - 이명규 : 소프라노, 경인교육대학교 음악교육과 교수 - 김문정 : 뮤지컬 음악감독 - 이현우 : 가수, DJ - 강혜정 : 소프라노, 계명대학교 성악과 교수 - 오필훈 : KBS 교양국장 - 노랫말하고, 작곡 예선을 거쳐 최종 본선 12곡이 오름 \| 참가번호 \| 곡명 \| 작사 \| 작곡 \| 가창자 \| 비고 \| \| -------- \| --------------------------- \| ------ \| ------ \| ------------------------------------------------------------------------------------------ \| --------------- \| \| 1 \| 음악 썰매 \| 문정은 \| 윤정란 \| 음표 친구들 김민기 외 7명 \| 우수상 \| \| 2 \| 무당벌레 \| 김연정 \| 김연정 \| 임선우(경기 용인 신리초 1) \| 우수상 \| \| 3 \| 시험 치는 날 \| 최재혁 \| 최재혁 \| 백점만점 친구들 장한별, 조형서, 박동빈, 김재원, 최윤호, 장우영 \| 인기상 \| \| 4 \| 주문을 외워 봐 \| 배우리 \| 서옥선 \| 삼육초등학교 중창단 신예빈, 이윤지, 이지윤, 이다은, 김수현, 정수진, 김세현, 박채린, 이송은 \| 우수상 \| \| 5 \| 하늘 전화기 \| 유영미 \| 오희섭 \| 이아현(경남 김해 삼방초 5) 배우리(경남 김해 삼방고 2) \| 노랫말 최우수상 \| \| 6 \| 겨울 바람 \| 이수하 \| 임혜선 \| 소리바람 중창단 박성원 외 6명 \| 우수상 \| \| 7 \| 나의 커다란 나무 \| 김드리 \| 김드리 \| 한양초등 친구들 강서영 외 5명(서울 한양초) \| 우수상 \| \| 8 \| 내 동생 \| 김미은 \| 김정민 \| 김희서(서울 대모초 1) \| 우수상 \| \| 9 \| 어른들이 알 수 없는 나의 꿈 \| 이현진 \| 이현진 \| 아리새 중창단 안상준 외 8명 \| 우수상 \| \| 10 \| 아빠와 부르는 노래 \| 유승욱 \| 홍재근 \| 박민선(경기 안산 양지초 3) 홍재근(동요 작곡가) \| 우수상 \| \| 11 \| 신나는 여행 \| 한예찬 \| 전선 \| 열매하나 박세연, 김미소 외 4명 \| 작곡 최우수상 \| \| 12 \| 내 손은 바람을 그려요 \| 박윤희 \| 정보형 \| 최여완(경기 안산 시곡초 6) \| 대상 \| |                             |        |        |                                                                                            |                 |
| 참가번호 | 곡명                        | 작사   | 작곡   | 가창자                                                                                     | 비고            |
| 1 | 음악 썰매                   | 문정은 | 윤정란 | 음표 친구들 김민기 외 7명                                                                  | 우수상          |
| 2 | 무당벌레                    | 김연정 | 김연정 | 임선우(경기 용인 신리초 1)                                                                 | 우수상          |
| 3 | 시험 치는 날                | 최재혁 | 최재혁 | 백점만점 친구들 장한별, 조형서, 박동빈, 김재원, 최윤호, 장우영                             | 인기상          |
| 4 | 주문을 외워 봐              | 배우리 | 서옥선 | 삼육초등학교 중창단 신예빈, 이윤지, 이지윤, 이다은, 김수현, 정수진, 김세현, 박채린, 이송은 | 우수상          |
| 5 | 하늘 전화기                 | 유영미 | 오희섭 | 이아현(경남 김해 삼방초 5) 배우리(경남 김해 삼방고 2)                                      | 노랫말 최우수상 |
| 6 | 겨울 바람                   | 이수하 | 임혜선 | 소리바람 중창단 박성원 외 6명                                                              | 우수상          |
| 7 | 나의 커다란 나무            | 김드리 | 김드리 | 한양초등 친구들 강서영 외 5명(서울 한양초)                                                 | 우수상          |
| 8 | 내 동생                     | 김미은 | 김정민 | 김희서(서울 대모초 1)                                                                      | 우수상          |
| 9 | 어른들이 알 수 없는 나의 꿈 | 이현진 | 이현진 | 아리새 중창단 안상준 외 8명                                                                | 우수상          |
| 10 | 아빠와 부르는 노래          | 유승욱 | 홍재근 | 박민선(경기 안산 양지초 3) 홍재근(동요 작곡가)                                             | 우수상          |
| 11 | 신나는 여행                 | 한예찬 | 전선   | 열매하나 박세연, 김미소 외 4명                                                             | 작곡 최우수상   |
| 12 | 내 손은 바람을 그려요       | 박윤희 | 정보형 | 최여완(경기 안산 시곡초 6)                                                                 | 대상            |

| - 방영일 : 2011년 11월 12일 토요일 오후 2:30 KBS 1TV - 녹화일 : 2011년 10월 23일 일요일 오후 5:00 - 장소 : 여의도 KBS 홀 - 사회 : 송준근, 정다은, 박태원 - 시상내역 - 작곡부문 (작곡자 시상) - 대상 1곡 : 한국방송사장상 및 상패, 상금 100만원 - 최우수상 1곡 : 상장, 상패, 상금 50만원 - 우수상 (본선 진출 12곡) : 상장, 상금 30만원 - 노랫말 부문 : 작사자 시상 - 최우수상 1편 : 상장 및 상패, 상금 50만원 - 우수상 (본선진출 12편 노랫말) : 상장, 상금(20만원) - 인기상 : 상장 및 상패 - 심사위원 - 윤학원 : 심사위원장, 인천시립합창단 예술감독 - 김방옥 : 동요작곡가 - 민경훈 : 한국교원대학교 음악교육과 교수 - 박태경 : KBS 교양국 EP - 이인학 : 서울시립대학교 음악학과 교수,테너 - 강수지 : 가수 - 박소연 : 소프라노, 뮤지컬 배우 - 노랫말하고 작곡 예선을 거쳐, 최종 본선 12곡이 오름 \| 참가번호 \| 곡명 \| 작사 \| 작곡 \| 가창자 \| 비고 \| \| -------- \| ----------------- \| ------ \| ------ \| -------------------------------------------------------------------------------------------------- \| --------------- \| \| 1 \| 소중한 하루 \| 이은아 \| 오희섭 \| 소리천사 중창단 이여원, 서지현, 김세미, 김현진, 최수민, 김한비, 홍세은, 주소현, 신재원 \| 노랫말 최우수상 \| \| 2 \| 나는야 꼬마요리사 \| 박주만 \| 박주만 \| 한상범(경기 안양 민백초 2) 윤지현(서울 조원초 2) \| 우수상 \| \| 3 \| 우리들의 마법학교 \| 정수은 \| 박수연 \| 큐티엔젤스 중창단 엄승경, 문경원, 채민희, 김규리, 황영인, 박신영, 강희정, 윤소연 (부산 해강초 외) \| 우수상 \| \| 4 \| 그림자 친구 \| 박후락 \| 노주원 \| 동요드림 중창단 김정원, 원유경, 김보원, 김정민, 이민채, 장기은, 정해은, 김민서, 오동훈 \| 우수상 \| \| 5 \| 행복 자판기 \| 허정희 \| 백승학 \| 이다은(서울 숭의초 1) \| 인기상 \| \| 6 \| 두근두근 콩콩 \| 진혜원 \| 강수현 \| 포도나무 중창단 김준원, 최정연, 김동현, 김수민, 이슬현, 송하원, 이지은, 최가현, 최예지 \| 우수상 \| \| 7 \| 된장 한 숟가락 \| 최재혁 \| 최재혁 \| 태양의 아이들(키즈 솔라레) 최유정, 권수현, 황경아, 황경윤, 진수빈, 김현진, 이수진, 이민서, 홍지윤 \| 대상 \| \| 8 \| 처음으로 \| 이근호 \| 이근호 \| 장성경(엄마) 김우주(경기 수원 소화초 2) \| 우수상 \| \| 9 \| 음악나라 악보여행 \| 이은정 \| 이은정 \| 해맑은 아이들 장윤영, 류진, 최은지, 장오은, 박정민, 인지예, 방성현(경기 성남 내정초 외) \| 작곡 최우수상 \| \| 10 \| 신나는 여름방학 \| 김영애 \| 김신혜 \| 잠원초등학교 중창단 김윤희, 정서윤, 이진희, 성예림, 김유진, 박주원, 정혜교, 송윤수 (서울 잠원초) \| 우수상 \| \| 11 \| 아빠처럼 \| 조윤영 \| 황옥진 \| 최승혁(경기 안양 비산초 4) \| 우수상 \| \| 12 \| 좋아좋아 웃자웃자 \| 김정녀 \| 김정녀 \| 노래마을 아이들 김나연, 이윤서, 용은서, 구혜린, 이송민, 김현진, 이진주 (경기 안양 비산초등학교 외) \| 우수상 \| |                   |        |        | |                 |
| 참가번호 | 곡명              | 작사   | 작곡   | 가창자                                                                                             | 비고            |
| 1 | 소중한 하루       | 이은아 | 오희섭 | 소리천사 중창단 이여원, 서지현, 김세미, 김현진, 최수민, 김한비, 홍세은, 주소현, 신재원             | 노랫말 최우수상 |
| 2 | 나는야 꼬마요리사 | 박주만 | 박주만 | 한상범(경기 안양 민백초 2) 윤지현(서울 조원초 2)                                                   | 우수상          |
| 3 | 우리들의 마법학교 | 정수은 | 박수연 | 큐티엔젤스 중창단 엄승경, 문경원, 채민희, 김규리, 황영인, 박신영, 강희정, 윤소연 (부산 해강초 외)  | 우수상          |
| 4 | 그림자 친구       | 박후락 | 노주원 | 동요드림 중창단 김정원, 원유경, 김보원, 김정민, 이민채, 장기은, 정해은, 김민서, 오동훈             | 우수상          |
| 5 | 행복 자판기       | 허정희 | 백승학 | 이다은(서울 숭의초 1)                                                                              | 인기상          |
| 6 | 두근두근 콩콩     | 진혜원 | 강수현 | 포도나무 중창단 김준원, 최정연, 김동현, 김수민, 이슬현, 송하원, 이지은, 최가현, 최예지             | 우수상          |
| 7 | 된장 한 숟가락    | 최재혁 | 최재혁 | 태양의 아이들(키즈 솔라레) 최유정, 권수현, 황경아, 황경윤, 진수빈, 김현진, 이수진, 이민서, 홍지윤  | 대상            |
| 8 | 처음으로          | 이근호 | 이근호 | 장성경(엄마) 김우주(경기 수원 소화초 2)                                                            | 우수상          |
| 9 | 음악나라 악보여행 | 이은정 | 이은정 | 해맑은 아이들 장윤영, 류진, 최은지, 장오은, 박정민, 인지예, 방성현(경기 성남 내정초 외)            | 작곡 최우수상   |
| 10 | 신나는 여름방학   | 김영애 | 김신혜 | 잠원초등학교 중창단 김윤희, 정서윤, 이진희, 성예림, 김유진, 박주원, 정혜교, 송윤수 (서울 잠원초)   | 우수상          |
| 11 | 아빠처럼          | 조윤영 | 황옥진 | 최승혁(경기 안양 비산초 4)                                                                         | 우수상          |
| 12 | 좋아좋아 웃자웃자 | 김정녀 | 김정녀 | 노래마을 아이들 김나연, 이윤서, 용은서, 구혜린, 이송민, 김현진, 이진주 (경기 안양 비산초등학교 외) | 우수상          |

| - 방영일 : 2012년 11월 3일 토요일 오전 10:30 KBS 1TV - 녹화일 : 2012년 9월 22일 토요일 오후 5:00 - 장소 : 여의도 KBS 홀 - 사회 : 조우종, 정다은, 송병철 - 시상내역 - 작곡부문 (작곡자 시상) - 대상 1곡 : 한국방송사장상 및 상패, 상금 100만원 - 최우수상 1곡 : 상장, 상패, 상금(50만원) - 우수상 (본선 진출 12곡) : 상장, 상금 30만원 - 노랫말 부문 : 작사자 시상 - 최우수상 1편 : 상장 및 상패, 상금(50만원) - 우수상 & 본선진출 12편 노랫말 : 상장, 상금 20만원 - 인기상 : 상장 및 상패 - 심사위원 - 박인수 : 심사위원장, 테너, 서울대 명예교수 - 이명규 : 경인교대 음악교육과 교수, 소프라노 - 이태원 : 명지대 영화뮤지컬학부 부교수, 뮤지컬 배우 - 임상훈 : 테너 - 김애경 : 동요작곡가, 신용산초등학교 교감 - 김수연 : 소프라노 - 이은수 : KBS 콘텐츠본부 교양국장 - 노랫말하고 작곡 예선을 거쳐, 최종 본선 12곡이 오름 \| 참가번호 \| 곡명 \| 작사 \| 작곡 \| 가창자 \| 비고 \| \| -------- \| -------------------- \| ------ \| ------ \| ---------------------------------------------------------------------------------------------------------- \| --------------------- \| \| 1 \| 놀아주세요 \| 김하늘 \| 송세라 \| 소리재단사 유현서, 배시진, 박지우, 최윤서, 양문영, 옥주미, 권나영, 최은주, 박종원 \| 우수상 \| \| 2 \| 토끼에게 \| 서은희 \| 서은희 \| 김채연(경기 용인 상하초 3) \| 우수상 \| \| 3 \| 장터구경 \| 손민희 \| 박선영 \| 하늘소리 중창단 김나현, 김보현, 한승헌, 정채빈, 김진태, 김가윤, 송지연, 오유나, 김민지 \| 우수상 \| \| 4 \| 비 온 뒤의 산책길 \| 이수영 \| 김영민 \| 목영준(충북 청주 남평초 5) \| 우수상 \| \| 5 \| 뮤직 퍼레이드 \| 강아림 \| 강아림 \| 늘해랑 중창단 김서현, 정희지, 이민규, 김우주, 이푸름, 박채연, 손여림, 한천사, 우아란 (경기 수원 소화초 외) \| 인기상 \| \| 6 \| 꼬마별의 지구 한바퀴 \| 정수은 \| 김남직 \| 최소윤(경기 구리초교 4학년) 이은서(경기 구리 백문초 5) \| 우수상 \| \| 7 \| 기지개 \| 이수영 \| 김세은 \| 음악 친구들 안정호, 박준희, 이자민, 원나경, 김성주, 이태경, 이태규, 이대효, 안소은 \| 대상, 노랫말 최우수상 \| \| 8 \| 할아버지 할머니 꿈 \| 김정선 \| 김정선 \| 김나영(서울 잠원초 3) \| 우수상 \| \| 9 \| 말의 향기 \| 김종영 \| 조원경 \| 포이초등학교 중창단 박소현, 윤원희, 최영환, 이윤재, 정윤아, 김예은, 김채원, 유서희, 송가람 (서울 포이초) \| 우수상 \| \| 10 \| 내 짝이면 좋겠네 \| 김완기 \| 최지훈 \| 원현식(경기 안산 시곡초 3) 오은채(경기 안산 양지초 3) \| 우수상 \| \| 11 \| 참 예쁜 꽃 \| 김경구 \| 이기경 \| 최정연(서울 숭의초 4) \| 작곡 최우수상 \| \| 12 \| 꿈의 농부 \| 박후락 \| 이은정 \| 해맑은 아이들 김태경, 성예림, 이진희, 권유진, 이다훈, 유서연, 지영주 (서울 덕수초 외) \| 우수상 \| |                      |        |        | |                       |
| 참가번호 | 곡명                 | 작사   | 작곡   | 가창자 | 비고                  |
| 1 | 놀아주세요           | 김하늘 | 송세라 | 소리재단사 유현서, 배시진, 박지우, 최윤서, 양문영, 옥주미, 권나영, 최은주, 박종원                          | 우수상                |
| 2 | 토끼에게             | 서은희 | 서은희 | 김채연(경기 용인 상하초 3)                                                                                 | 우수상                |
| 3 | 장터구경             | 손민희 | 박선영 | 하늘소리 중창단 김나현, 김보현, 한승헌, 정채빈, 김진태, 김가윤, 송지연, 오유나, 김민지                     | 우수상                |
| 4 | 비 온 뒤의 산책길    | 이수영 | 김영민 | 목영준(충북 청주 남평초 5)                                                                                 | 우수상                |
| 5 | 뮤직 퍼레이드        | 강아림 | 강아림 | 늘해랑 중창단 김서현, 정희지, 이민규, 김우주, 이푸름, 박채연, 손여림, 한천사, 우아란 (경기 수원 소화초 외) | 인기상                |
| 6 | 꼬마별의 지구 한바퀴 | 정수은 | 김남직 | 최소윤(경기 구리초교 4학년) 이은서(경기 구리 백문초 5)                                                     | 우수상                |
| 7 | 기지개               | 이수영 | 김세은 | 음악 친구들 안정호, 박준희, 이자민, 원나경, 김성주, 이태경, 이태규, 이대효, 안소은                         | 대상, 노랫말 최우수상 |
| 8 | 할아버지 할머니 꿈   | 김정선 | 김정선 | 김나영(서울 잠원초 3)                                                                                      | 우수상                |
| 9 | 말의 향기            | 김종영 | 조원경 | 포이초등학교 중창단 박소현, 윤원희, 최영환, 이윤재, 정윤아, 김예은, 김채원, 유서희, 송가람 (서울 포이초)   | 우수상                |
| 10 | 내 짝이면 좋겠네     | 김완기 | 최지훈 | 원현식(경기 안산 시곡초 3) 오은채(경기 안산 양지초 3)                                                      | 우수상                |
| 11 | 참 예쁜 꽃           | 김경구 | 이기경 | 최정연(서울 숭의초 4)                                                                                      | 작곡 최우수상         |
| 12 | 꿈의 농부            | 박후락 | 이은정 | 해맑은 아이들 김태경, 성예림, 이진희, 권유진, 이다훈, 유서연, 지영주 (서울 덕수초 외)                      | 우수상                |

| - 방영일 : 2014년 3월 2일 일요일 오후 2:30 KBS 1TV - 녹화일 : 2014년 2월 15일 토요일 오후 4시 30분 - 장소 : 여의도 KBS 홀 - 사회 : 정다은, 오언종, 김지민 - 시상내역 - 대상 1작품 : 상장, 트로피, 총 200만원 - 최우수상 1작품 : 상장, 트로피, 총 100만원 - 노랫말상 1작품 : 상장, 트로피, 총 80만원 - 인기상 1작품 : 상장, 트로피, 총 80만원 - 우수상 8작품 : 상장, 각각 50만원씩 - 심사위원 - 윤학원(심사위원장, 인천시립합창단 상임지휘자) - 이명규(경인교대 음악교육과 교수, 소프라노) - 신금호(오페라 공연기획, 베이스 바리톤) - 김애경(동요작곡가, 서빙고초등학교 교감) - 김석희(KBS 교양문화국장) - 신델라(소프라노, 경희대 연극영화과 겸임교수) - 노랫말하고 작곡 예선을 거쳐, 최종 본선 12곡이 오름 \| 참가번호 \| 곡명 \| 작사 \| 작곡 \| 가창자 \| 비고 \| \| -------- \| -------------------------- \| ----------------------------------------- \| ---------------------- \| ---------------------------------------------------------------------------------------------------------------------------------------------- \| -------- \| \| 1 \| 혼자가 아니야 \| 박후락 \| 백하슬기 \| 해피아이즈 김하은, 김준하 오나예(경남 양산 황산초 5) 이민하(부산 두실초 5) \| 노랫말상 \| \| 2 \| 쏘옥쏙 연둣빛 봄 \| 채정미 \| 류정식 \| 장영주(대전 관평중 1) \| 우수상 \| \| 3 \| 시끌벅적 점심시간 \| 권미현 \| 권미현 \| 노래마을 아이들 김현진(용인 성복중 1) 최승혁(안양 비산중 1) 이재은, 임승후, 노이정, 이호진, 임하정, 박서영, 김나경 \| 우수상 \| \| 4 \| 공룡뼈들이 살아나 \| 한경아 \| 정성우 \| 한승헌(경남 창원 웅남중 1) \| 우수상 \| \| 5 \| 기울어진 우산 \| 최은정 \| 석광희 \| 권민지(충북 청주 솔밭초 5) \| 우수상 \| \| 6 \| 친구 되고 싶어서 \| 김옥순 \| 고수진 \| 차향기(경기 성남 판교초 5), 최건(경기 용인 토월초 5) \| 우수상 \| \| 7 \| 도토리 한알 \| 이찬희 (경기 군포 둔전초 1), 전연수(엄마) \| 김예진 (인천 검단중 2) \| 정혜신(서울 잠원초 2) \| 최우수상 \| \| 8 \| 뱃살통통, 꼬리통통! 시골쥐 \| 김정녀 \| 김정녀 \| 현음 중창단 성태현(서울 원묵중 2) 권은솔, 한선아, 진소희, 유수경 서경원(서울 원묵초 5) 정소용, 김예진, 김문정 \| 인기상 \| \| 9 \| 아빠가 좋아하는 노래 \| 박은경 \| 박은경 \| 김재서(경기 수원 산의초 4) 김백현(아빠, 뮤지컬 배우) \| 우수상 \| \| 10 \| 가을이 오는 소리 \| 이근호 \| 이근호 \| 김우주(경기 수원 소화초 5) 박소연(경기 수원 신성초 4) \| 대상 \| \| 11 \| 엄마 아빠 손의 비밀 \| 신영화 \| 최보람 \| 최예원(경기 오산 대호초 3) \| 우수상 \| \| 12 \| 어깨동무 일등 \| 한경아 \| 박선영 \| 하늘소리 중창단 정채빈(경남 창원 상남중 1) 김가윤(경남 창원 용마중 1) 김혜원, 오창준, 김도연, 이유진, 최유현 김성지(경남 창원 용마초 4) 이윤서 \| 우수상 \| |                            |                                           |                        | |          |
| 참가번호 | 곡명                       | 작사                                      | 작곡                   | 가창자 | 비고     |
| 1 | 혼자가 아니야              | 박후락                                    | 백하슬기               | 해피아이즈 김하은, 김준하 오나예(경남 양산 황산초 5) 이민하(부산 두실초 5)                                                                     | 노랫말상 |
| 2 | 쏘옥쏙 연둣빛 봄           | 채정미                                    | 류정식                 | 장영주(대전 관평중 1) | 우수상   |
| 3 | 시끌벅적 점심시간          | 권미현                                    | 권미현                 | 노래마을 아이들 김현진(용인 성복중 1) 최승혁(안양 비산중 1) 이재은, 임승후, 노이정, 이호진, 임하정, 박서영, 김나경                             | 우수상   |
| 4 | 공룡뼈들이 살아나          | 한경아                                    | 정성우                 | 한승헌(경남 창원 웅남중 1) | 우수상   |
| 5 | 기울어진 우산              | 최은정                                    | 석광희                 | 권민지(충북 청주 솔밭초 5) | 우수상   |
| 6 | 친구 되고 싶어서           | 김옥순                                    | 고수진                 | 차향기(경기 성남 판교초 5), 최건(경기 용인 토월초 5)                                                                                           | 우수상   |
| 7 | 도토리 한알                | 이찬희 (경기 군포 둔전초 1), 전연수(엄마) | 김예진 (인천 검단중 2) | 정혜신(서울 잠원초 2) | 최우수상 |
| 8 | 뱃살통통, 꼬리통통! 시골쥐 | 김정녀                                    | 김정녀                 | 현음 중창단 성태현(서울 원묵중 2) 권은솔, 한선아, 진소희, 유수경 서경원(서울 원묵초 5) 정소용, 김예진, 김문정                                  | 인기상   |
| 9 | 아빠가 좋아하는 노래       | 박은경                                    | 박은경                 | 김재서(경기 수원 산의초 4) 김백현(아빠, 뮤지컬 배우)                                                                                           | 우수상   |
| 10 | 가을이 오는 소리           | 이근호                                    | 이근호                 | 김우주(경기 수원 소화초 5) 박소연(경기 수원 신성초 4)                                                                                          | 대상     |
| 11 | 엄마 아빠 손의 비밀        | 신영화                                    | 최보람                 | 최예원(경기 오산 대호초 3) | 우수상   |
| 12 | 어깨동무 일등              | 한경아                                    | 박선영                 | 하늘소리 중창단 정채빈(경남 창원 상남중 1) 김가윤(경남 창원 용마중 1) 김혜원, 오창준, 김도연, 이유진, 최유현 김성지(경남 창원 용마초 4) 이윤서 | 우수상   |

| - 방영일 : 2015년 3월 3일 화요일 오후 4:00 KBS 2TV - 녹화일 : 2015년 2월 14일 토요일 오후 4:30 - 장소 : 여의도 KBS 홀 - 사회 : 한상헌, 이슬기, 박성광 - 시상 내역 - 트로피 : 대상, 최우수상, 노랫말상, 인기상 - 상장 : 본선 참가작품 모두 (작사, 작곡, 가창자) - 본선 진출 전원에게 우수상하고 하모니상 수여. - 자랑스러운 동요인상 : 한용희 - 심사위원 - 윤학원(심사위원장, 인천시립합창단 상임지휘자) - 이명규(경인교대 음악교육과 교수, 소프라노) - 함형진(KBS 교양문화국장) - 조원경(동요작곡가) - 류정필(테너, 성악가) - 홍경민(가수) - 김대우(KBS 관현악단장) - 노랫말 예선을 거친뒤, 최종완성작품 총 207곡의 응모를 거쳐, 최종 본선 12곡이 오름(평균 경쟁률 17.25) \| 참가번호 \| 곡명 \| 작사 \| 작곡 \| 가창자 \| 비고 \| \| -------- \| ---------------------- \| ------ \| --------- \| -------------------------------------------------------------------------------------------------------------------------------------------------------------- \| --------------- \| \| 1 \| 톡톡(Talk Talk) \| 최유란 \| 정혜은 \| 늘해랑 중창단 김우주, 황하은(경기 수원 소화초등학교 5) 장채은, 고명성, 정희지(경기 동수원초 4) 이채원, 김려경, 최세라(용인 성복초 4) 조하나(용인 풍천초 5학년) \| 인기상 \| \| 2 \| 소중한 선물 \| 이수하 \| 이수하 \| 김예린(부산 송수초 1) 김지안(같은 학교 2) \| 우수상 \| \| 3 \| 창문 \| 정수은 \| 문미애 \| 홍민성(경기 평택 팽성초 4) \| 우수상 \| \| 4 \| 초록 오케스트라 \| 이상인 \| 주유미 \| 샛별 중창단 김세원, 김재인, 용민채, 박윤, 정희수, 전예리, 정윤선, 최은정, 오하연 (서울 계성초 3) \| 우수상 \| \| 5 \| 빗방울 연주 \| 박소연 \| 최정행[3] \| 박지혜(중앙대학교 사범대학 부속초 3) \| 우수상 \| \| 6 \| 꿈꾸는 세상 \| 박수진 \| 김정선 \| 증포 꿈누리 중창단 방은지, 이윤재, 유희원, 방준식, 정유현, 임은수, 강서연, 심민경, 김하영 (경기 이천 증포초등학교) \| 우수상 \| \| 7 \| 돼지엄마 \| 정수은 \| 임수연 \| 태양의 아이들 임다현, 김담은, 정소윤, 정승연, 황민서, 이유선, 이유진, 김지수, 곽남희(가창 지도자) \| 노랫말 최우수상 \| \| 8 \| 꼭 안아줄래요 \| 한경아 \| 윤학준 \| 장유나(경기 남양주 도농초 4) 이은우(서울 자곡초 3) \| 대상 \| \| 9 \| 사랑이 꽃피는 우리가족 \| 조혜진 \| 조혜진 \| 믿음나무 친구들 이유민, 이지유, 이윤희, 김경은, 김소윤, 남효린, 이태희 (부산 장서초 3) \| 우수상 \| \| 10 \| 별빛 이름 \| 김지원 \| 고수진 \| 이정원(경기 성남 하탑초등학교 4학년) \| 우수상 \| \| 11 \| 꿈을 향해 \| 조혜진 \| 오희섭 \| 해피아이즈 김민지(경남 김해 화정초 6) 송민주, 임은성, 송아현, 김민솔, 윤은서(경남 양산 황산초 2) \| 작곡 최우수상 \| \| 12 \| 졸업 \| 정혜은 \| 이은정 \| 해맑은 아이들 권나영(경기 수원 송원초등학교 6학년) 최원호, 박원영, 주서윤, 송자은, 손아리(서울 경기초등학교 4학년) 최주은, 임나현 \| 우수상 \| |                        |        |        | |                 |
| 참가번호 | 곡명                   | 작사   | 작곡   | 가창자 | 비고            |
| 1 | 톡톡(Talk Talk)        | 최유란 | 정혜은 | 늘해랑 중창단 김우주, 황하은(경기 수원 소화초등학교 5) 장채은, 고명성, 정희지(경기 동수원초 4) 이채원, 김려경, 최세라(용인 성복초 4) 조하나(용인 풍천초 5학년) | 인기상          |
| 2 | 소중한 선물            | 이수하 | 이수하 | 김예린(부산 송수초 1) 김지안(같은 학교 2) | 우수상          |
| 3 | 창문                   | 정수은 | 문미애 | 홍민성(경기 평택 팽성초 4) | 우수상          |
| 4 | 초록 오케스트라        | 이상인 | 주유미 | 샛별 중창단 김세원, 김재인, 용민채, 박윤, 정희수, 전예리, 정윤선, 최은정, 오하연 (서울 계성초 3)                                                               | 우수상          |
| 5 | 빗방울 연주            | 박소연 | 최정행 | 박지혜(중앙대학교 사범대학 부속초 3) | 우수상          |
| 6 | 꿈꾸는 세상            | 박수진 | 김정선 | 증포 꿈누리 중창단 방은지, 이윤재, 유희원, 방준식, 정유현, 임은수, 강서연, 심민경, 김하영 (경기 이천 증포초등학교)                                             | 우수상          |
| 7 | 돼지엄마               | 정수은 | 임수연 | 태양의 아이들 임다현, 김담은, 정소윤, 정승연, 황민서, 이유선, 이유진, 김지수, 곽남희(가창 지도자)                                                              | 노랫말 최우수상 |
| 8 | 꼭 안아줄래요          | 한경아 | 윤학준 | 장유나(경기 남양주 도농초 4) 이은우(서울 자곡초 3) | 대상            |
| 9 | 사랑이 꽃피는 우리가족 | 조혜진 | 조혜진 | 믿음나무 친구들 이유민, 이지유, 이윤희, 김경은, 김소윤, 남효린, 이태희 (부산 장서초 3)                                                                         | 우수상          |
| 10 | 별빛 이름              | 김지원 | 고수진 | 이정원(경기 성남 하탑초등학교 4학년) | 우수상          |
| 11 | 꿈을 향해              | 조혜진 | 오희섭 | 해피아이즈 김민지(경남 김해 화정초 6) 송민주, 임은성, 송아현, 김민솔, 윤은서(경남 양산 황산초 2)                                                               | 작곡 최우수상   |
| 12 | 졸업                   | 정혜은 | 이은정 | 해맑은 아이들 권나영(경기 수원 송원초등학교 6학년) 최원호, 박원영, 주서윤, 송자은, 손아리(서울 경기초등학교 4학년) 최주은, 임나현                              | 우수상          |

| - 방영일 : 2016년 5월 5일 목요일 오전 10:40 KBS 1TV - 녹화일 : 2016년 4월 10일 일요일 오후 5:00 - 장소 : 여의도 KBS 홀 - 사회 : 한상헌, 이슬기, 이특 - 시상 내역 - 트로피 : 대상, 작곡최우수상, 노랫말상, 인기상 - 상 장 : 본선 참가작품 모두 (작사, 작곡, 가창자) - 본선 진출 전원에게 우수상하고 하모니상 수여. - 자랑스러운 동요인상 : 이수인 - 심사위원 - 박미혜(심사위원장, 서울대학교 음악대학교수, 소프라노) - 손정우(동요작곡가) - 이명규(경인교육대학교 음악교육과 교수, 소프라노) - 김정수(KBS 교양문화국장) - 소향(가수) - 박현준(성악가, 서울 오페라단 예술감독) - 김대우(KBS 관현악단장) - 61편의 노랫말과 작곡 예선을 거친 후, 최종완성작품 응모를 거쳐, 최종 본선 12곡이 오름 \| 참가번호 \| 곡명 \| 작사 \| 작곡 \| 가창자 \| 비고 \| \| -------- \| --------------------- \| ------ \| ------ \| -------------------------------------- \| --------------------- \| \| 1 \| 생각 굴리기 \| 한은선 \| 최유경 \| 토마토 중창단(박수영 외 8명) \| \| \| 2 \| 내가 먼저 웃어줄게 \| 한샘 \| 황성빈 \| 스마일 중창단(강이한 외 3명) \| 작곡 최우수상 \| \| 3 \| 날씨예보 \| 황미숙 \| 양상진 \| 해피아이 중창단(송승연 외 8명(울산)) \| \| \| 4 \| 나를 꼭! 꼭! 믿어줘요 \| 김정녀 \| 김정녀 \| 현음 중창단(이지아 외 8명) \| \| \| 5 \| 내 마음의 수채화 \| 김과형 \| 서옥선 \| 박명인(서울 태강삼육초 6) \| 대상, 노랫말 최우수상 \| \| 6 \| 토닥토닥 \| 이수영 \| 오희섭 \| 파랑새 중창단(강동헌 외 8명(부산)) \| \| \| 7 \| 칭찬의 말 참 좋아요 \| 최숙영 \| 이은수 \| 예동 중창단(김성윤 외 8명) \| \| \| 8 \| 내 동생 파마하는 날 \| 백수정 \| 민찬미 \| 유지윤(경기 남양주 퇴계원초 6) \| \| \| 9 \| 아가와 엄마 \| 박소명 \| 정혜은 \| 늘해랑 중창단(박연우 외 8명) \| \| \| 10 \| 우리집 야옹이 \| 류정식 \| 류정식 \| 류연우(서울 염동초 5) 신인택 \| 인기상 \| \| 11 \| 동화 속으로 \| 이화경 \| 김드리 \| 꿈을 그리는 소리요정(권혁준 외 8명) \| \| \| 12 \| 함께라서 행복해 \| 김기웅 \| 김기웅 \| 정유현, 유희원(경기 이천 증포초등학교) \| \| |                       |        |        |                                        |                       |
| 참가번호 | 곡명                  | 작사   | 작곡   | 가창자                                 | 비고                  |
| 1 | 생각 굴리기           | 한은선 | 최유경 | 토마토 중창단(박수영 외 8명)           |                       |
| 2 | 내가 먼저 웃어줄게    | 한샘   | 황성빈 | 스마일 중창단(강이한 외 3명)           | 작곡 최우수상         |
| 3 | 날씨예보              | 황미숙 | 양상진 | 해피아이 중창단(송승연 외 8명(울산))   |                       |
| 4 | 나를 꼭! 꼭! 믿어줘요 | 김정녀 | 김정녀 | 현음 중창단(이지아 외 8명)             |                       |
| 5 | 내 마음의 수채화      | 김과형 | 서옥선 | 박명인(서울 태강삼육초 6)              | 대상, 노랫말 최우수상 |
| 6 | 토닥토닥              | 이수영 | 오희섭 | 파랑새 중창단(강동헌 외 8명(부산))     |                       |
| 7 | 칭찬의 말 참 좋아요   | 최숙영 | 이은수 | 예동 중창단(김성윤 외 8명)             |                       |
| 8 | 내 동생 파마하는 날   | 백수정 | 민찬미 | 유지윤(경기 남양주 퇴계원초 6)         |                       |
| 9 | 아가와 엄마           | 박소명 | 정혜은 | 늘해랑 중창단(박연우 외 8명)           |                       |
| 10 | 우리집 야옹이         | 류정식 | 류정식 | 류연우(서울 염동초 5) 신인택           | 인기상                |
| 11 | 동화 속으로           | 이화경 | 김드리 | 꿈을 그리는 소리요정(권혁준 외 8명)    |                       |
| 12 | 함께라서 행복해       | 김기웅 | 김기웅 | 정유현, 유희원(경기 이천 증포초등학교) |                       |

| - 방영일 : 2017년 5월 5일 금요일 오후 1:10 KBS 1TV - 녹화일 : 2017년 4월 22일 토요일 오후 5:00 - 장소 : 여의도 KBS 홀 - 사회 : 한상헌, 뮤지컬 배우 김지우, 조항리 - 시상 내역 - 트로피 : 대상, 작곡최우수상, 노랫말상, 인기상 - 상 장 : 본선 참가작품 모두(작사, 작곡, 가창자) - 본선 진출 전원에게 우수상하고 하모니상 수여. - 심사위원 - 박정원(심사위원장. 한양대 음대 교수) - 김희석(백석대 문화예술학부 교수) - 한지영(동요 작곡가) - 윤일상(대중음악 작곡가) - 김보미(연세대 음대 교수) - 장성주(KBS 국장) - 김대우(KBS 관현악단장) - 60여편의 노랫말과 작곡 예선을 거친 후, 최종완성작품 응모를 거쳐, 최종 본선 12곡 진출 \| 참가번호 \| 곡명 \| 작사 \| 작곡 \| 가창자 \| 비고 \| \| -------- \| ---------------- \| ------ \| ------ \| ------------------------------------------------------------------------------------------- \| ------------------------------ \| \| 1 \| 넘어져도 괜찮아 \| 김정녀 \| 김정녀 \| 현음 중창단 (명지우, 서문세은, 장재희, 원서연, 조하연, 한상우, 이채원, 김예빈, 김희서) \| 인기상 \| \| 2 \| 요술망토 \| 박보미 \| 이자원 \| 이다영, 성혜원 \| \| \| 3 \| 즐거운 가족 캠핑 \| 장윤희 \| 정소희 \| 펀펀 키즈 (김주현, 박세빈, 임연우, 김민서, 나혜경, 정아안) \| \| \| 4 \| 수리수리 마수리 \| 엄기원 \| 이현진 \| 햇살가득 중창단 (권지훈, 신유정, 김혜민, 이찬솔, 최서영, 김민진, 김단아, 이효재, 지연우) \| \| \| 5 \| 섬돌 밑에 \| 이종완 \| 이규빈 \| 홍승효(경기 성남 수내초 3) \| 최우수 노랫말상, 최우수 작곡상 \| \| 6 \| 노래는 마법버스 \| 진혜원 \| 김드리 \| 꿈을 그리는 소리요정 (권민서, 최지우, 박세연, 박서진, 조채원, 이윤희, 이서현, 유하린) \| \| \| 7 \| 노란 발자국 \| 김남숙 \| 김은선 \| 박민하(경기 고양 중산초 3) \| \| \| 8 \| 바닷속 톡톡 \| 문정은 \| 김재한 \| 태양의 아이들 (김설아, 이나연, 이동은, 김민서, 정예인, 이사랑, 권서원, 손보민, 이가원) \| \| \| 9 \| 서로의 별이 되어 \| 오서영 \| 오희섭 \| 이채은, 이승리 \| 대상 \| \| 10 \| 고마운 아침밥 \| 이상인 \| 주유미 \| 별빛 더하기 마루 (강수인, 조은우, 김서현, 김예린(동명이인), 이예은, 이지혜, 주지원, 최은지) \| \| \| 11 \| 노래하고 싶어요 \| 김효진 \| 이소진 \| 허효진(부산 송수초 5) \| \| \| 12 \| 우리 가족 신발장 \| 심진하 \| 정혜은 \| 늘해랑 중창단 (이가인, 박주나, 류석호, 장하영, 신은서, 정시은, 조민영, 김보민, 김지민) \| \| |                  |        |        |                                                                                             |                                |
| 참가번호 | 곡명             | 작사   | 작곡   | 가창자                                                                                      | 비고                           |
| 1 | 넘어져도 괜찮아  | 김정녀 | 김정녀 | 현음 중창단 (명지우, 서문세은, 장재희, 원서연, 조하연, 한상우, 이채원, 김예빈, 김희서)      | 인기상                         |
| 2 | 요술망토         | 박보미 | 이자원 | 이다영, 성혜원                                                                              |                                |
| 3 | 즐거운 가족 캠핑 | 장윤희 | 정소희 | 펀펀 키즈 (김주현, 박세빈, 임연우, 김민서, 나혜경, 정아안)                                  |                                |
| 4 | 수리수리 마수리  | 엄기원 | 이현진 | 햇살가득 중창단 (권지훈, 신유정, 김혜민, 이찬솔, 최서영, 김민진, 김단아, 이효재, 지연우)    |                                |
| 5 | 섬돌 밑에        | 이종완 | 이규빈 | 홍승효(경기 성남 수내초 3)                                                                  | 최우수 노랫말상, 최우수 작곡상 |
| 6 | 노래는 마법버스  | 진혜원 | 김드리 | 꿈을 그리는 소리요정 (권민서, 최지우, 박세연, 박서진, 조채원, 이윤희, 이서현, 유하린)       |                                |
| 7 | 노란 발자국      | 김남숙 | 김은선 | 박민하(경기 고양 중산초 3)                                                                  |                                |
| 8 | 바닷속 톡톡      | 문정은 | 김재한 | 태양의 아이들 (김설아, 이나연, 이동은, 김민서, 정예인, 이사랑, 권서원, 손보민, 이가원)      |                                |
| 9 | 서로의 별이 되어 | 오서영 | 오희섭 | 이채은, 이승리                                                                              | 대상                           |
| 10 | 고마운 아침밥    | 이상인 | 주유미 | 별빛 더하기 마루 (강수인, 조은우, 김서현, 김예린(동명이인), 이예은, 이지혜, 주지원, 최은지) |                                |
| 11 | 노래하고 싶어요  | 김효진 | 이소진 | 허효진(부산 송수초 5)                                                                       |                                |
| 12 | 우리 가족 신발장 | 심진하 | 정혜은 | 늘해랑 중창단 (이가인, 박주나, 류석호, 장하영, 신은서, 정시은, 조민영, 김보민, 김지민)      |                                |

| - 방영일 : 2018년 5월 5일 토요일 오후 1:15 KBS 1TV - 녹화일 : 2018년 4월 14일 토요일 오후 5:00 - 장소 : 여의도 KBS 홀 - 사회 : 한상헌, 박소현, 뮤지컬 배우 손준호 - 시상 내역 - 트로피 : 대상, 작곡최우수상, 노랫말상, 인기상 - 상 장 : 본선 참가작품 모두(작사, 작곡, 가창자) - 본선 진출 전원에게 우수상하고 하모니상 수여. - 심사위원 - 이영조(심사위원장, 문체부 한국문화예술교육지원 위원회) - 김미숙(상명대 교육대학원 음악교육전공 교수) - 박유리(성악가, 소프라노) - 류정식(동요 작곡가) - 윤하(가수) - 이상운(KBS 국장) - 김대우(KBS 관현악단장) - 60여편의 노랫말과 작곡 예선을 거친 후, 최종완성작품 응모를 거쳐, 최종 본선 12곡 진출(평균 경쟁률 5대 1) \| 참가번호 \| 곡명 \| 작사 \| 작곡 \| 가창자 \| 비고 \| \| -------- \| ------------------------ \| ------ \| ------ \| ------------------ \| --------------- \| \| 1 \| 느낌표로 말해요 \| 이상인 \| 권미현 \| 노래마음 아이들 \| 최우수 노랫말상 \| \| 2 \| 또르륵 아기 콩 \| 오지현 \| 오지현 \| 김재영&김가희 \| \| \| 3 \| 강강술래 \| 서향숙 \| 한초롱 \| 증포 꿈누리 중창단 \| \| \| 4 \| 나의 정원 \| 황지효 \| 김영경 \| 김다은 \| 대상 \| \| 5 \| 몰래몰래 나가자 \| 배정순 \| 인윤희 \| 동요랑이 중창단 \| \| \| 6 \| 봄비와 봄바람은 엄마처럼 \| 김경구 \| 김영민 \| 이우주 \| \| \| 7 \| 세상이 만들어준 별 \| 문정은 \| 이기경 \| 소리마루 \| \| \| 8 \| 피아노의 마법 세상 \| 최유경 \| 신은상 \| 태양의 아이들 \| \| \| 9 \| 기분 좋은 아침 \| 박주만 \| 박주만 \| 조윤재 \| 최우수 작곡상 \| \| 10 \| 아리 아리랑 \| 민효희 \| 주유미 \| 별빛 더하기 마루 \| \| \| 11 \| 달콤한 달님 \| 이수영 \| 김재한 \| 이정온&육예서 \| 인기상 \| \| 12 \| 김밥 신호등 \| 윤대림 \| 이우영 \| 노래하는 아이들 \| \| |                          |        |        |                    |                 |
| 참가번호 | 곡명                     | 작사   | 작곡   | 가창자             | 비고            |
| 1 | 느낌표로 말해요          | 이상인 | 권미현 | 노래마음 아이들    | 최우수 노랫말상 |
| 2 | 또르륵 아기 콩           | 오지현 | 오지현 | 김재영&김가희      |                 |
| 3 | 강강술래                 | 서향숙 | 한초롱 | 증포 꿈누리 중창단 |                 |
| 4 | 나의 정원                | 황지효 | 김영경 | 김다은             | 대상            |
| 5 | 몰래몰래 나가자          | 배정순 | 인윤희 | 동요랑이 중창단    |                 |
| 6 | 봄비와 봄바람은 엄마처럼 | 김경구 | 김영민 | 이우주             |                 |
| 7 | 세상이 만들어준 별       | 문정은 | 이기경 | 소리마루           |                 |
| 8 | 피아노의 마법 세상       | 최유경 | 신은상 | 태양의 아이들      |                 |
| 9 | 기분 좋은 아침           | 박주만 | 박주만 | 조윤재             | 최우수 작곡상   |
| 10 | 아리 아리랑              | 민효희 | 주유미 | 별빛 더하기 마루   |                 |
| 11 | 달콤한 달님              | 이수영 | 김재한 | 이정온&육예서      | 인기상          |
| 12 | 김밥 신호등              | 윤대림 | 이우영 | 노래하는 아이들    |                 |

| - 방영일 : 2019년 5월 5일 일요일 오후 1:20 KBS 1TV - 녹화일 : 2019년 4월 13일 토요일 오후 5:00 - 장소 : 여의도 KBS 홀 - 사회 : 한상헌, 이혜성, 알베르토 몬디 - 시상 내역 - 트로피 : 대상, 작곡최우수상, 노랫말상, 인기상 - 상 장 : 본선 참가작품 모두(작사, 작곡, 가창자) - 본선 진출 전원에게 우수상하고 하모니상 수여. - 심사위원 - 김경희(심사위원장, 숙명여대 음악대학 교수) - 김봉학(동요 작곡가) - 장유정(단국대 교양학부 교수) - 한경훈(경희대 교수, 음악감독) - 강혜정(계명대 교수, 소프라노) - 김신의(가수 "몽니" 보컬) - 김대우(KBS 관현악단장) - 217편의 노랫말과 작곡 예선을 거친 후, 최종완성작품 응모를 거쳐, 최종 본선 12곡 진출(평균 경쟁률 18.083) \| 참가번호 \| 곡명 \| 작사 \| 작곡 \| 가창자 \| 비고 \| \| -------- \| ---------------------- \| ------ \| ------ \| --------------- \| --------------- \| \| 1 \| 사랑 잔소리 \| 이수영 \| 김경은 \| 위드 프렌즈 \| \| \| 2 \| 달빛 화가 \| 김재한 \| 조승필 \| 김예빈 \| \| \| 3 \| 축구대장 \| 한초롱 \| 윤학준 \| 은가비 중창단 \| \| \| 4 \| 소나기 청소부 \| 전세중 \| 신은상 \| 즐거운 아이들 \| \| \| 5 \| 시간 도둑 \| 양태훈 \| 민유리 \| 오선과 한음 \| \| \| 6 \| 똑딱 가족 \| 김인주 \| 최유경 \| 러브엔젤스 \| 최우수 작곡상 \| \| 7 \| 오늘은 내가 주인공 \| 김옥순 \| 박진영 \| 예하랑 중창단 \| 인기상 \| \| 8 \| 풀꽃 천사 \| 이복자 \| 유재봉 \| 권서인 \| 최우수 노랫말상 \| \| 9 \| 나는 나 \| 유금옥 \| 권미현 \| 노래마을 아이들 \| \| \| 10 \| 포오포오 여행을 떠나요 \| 신상훈 \| 김세은 \| 오유진 \| \| \| 11 \| 마라톤 \| 배은영 \| 김정녀 \| 현음 중창단 \| 대상 \| \| 12 \| 마음이 자라는 소리 \| 최정하 \| 김수진 \| 손수민, 강은수 \| \| |                        |        |        |                 |                 |
| 참가번호 | 곡명                   | 작사   | 작곡   | 가창자          | 비고            |
| 1 | 사랑 잔소리            | 이수영 | 김경은 | 위드 프렌즈     |                 |
| 2 | 달빛 화가              | 김재한 | 조승필 | 김예빈          |                 |
| 3 | 축구대장               | 한초롱 | 윤학준 | 은가비 중창단   |                 |
| 4 | 소나기 청소부          | 전세중 | 신은상 | 즐거운 아이들   |                 |
| 5 | 시간 도둑              | 양태훈 | 민유리 | 오선과 한음     |                 |
| 6 | 똑딱 가족              | 김인주 | 최유경 | 러브엔젤스      | 최우수 작곡상   |
| 7 | 오늘은 내가 주인공     | 김옥순 | 박진영 | 예하랑 중창단   | 인기상          |
| 8 | 풀꽃 천사              | 이복자 | 유재봉 | 권서인          | 최우수 노랫말상 |
| 9 | 나는 나                | 유금옥 | 권미현 | 노래마을 아이들 |                 |
| 10 | 포오포오 여행을 떠나요 | 신상훈 | 김세은 | 오유진          |                 |
| 11 | 마라톤                 | 배은영 | 김정녀 | 현음 중창단     | 대상            |
| 12 | 마음이 자라는 소리     | 최정하 | 김수진 | 손수민, 강은수  |                 |

| - 방영일 : 2021년 5월 5일 수요일 오후 12:30 KBS 1TV - 녹화일 : 2021년 4월 17일 토요일 - 장소 : 여의도 KBS 별관 공개홀 - 사회 : 남현종, 유주, 나태주 - 시상 내역 - 트로피 : 대상, 최우수 작곡상, 최우수 노랫말상, 인기상 - 상 장 : 본선 참가작품 모두(작사, 작곡, 가창자) - 본선 진출 전원에게 우수상하고 하모니상 수여. - 심사위원 - 김보미(심사위원장, 월드비전합창단 상임지휘자, 연세대 음악대학 교회음악과 교수) - 최우정(서울대 음악대학 작곡과 교수) - 조연이(동요지도 전문가) - 윤일상(대중음악 작곡가) - 홍지민(뮤지컬 배우) - 함석헌(베이스, 인천계양구립 예술감독) - 이제헌(KBS 시사교양 2국장) - 636편의 노랫말하고 234편의 작곡 예선을 거친 후, 최종완성작품 응모를 거쳐, 최종 본선 11곡 진출(평균 경쟁률 57.81). 남학생 가창자는 단 두 명에 불과했다. \| 참가번호 \| 곡명 \| 작사 \| 작곡 \| 가창자 \| 비고 \| \| -------- \| ------------------ \| ------ \| ------ \| ----------------------------------------------------------------------------------------------------------------------------------------- \| --------------- \| \| 1 \| 어른이 될 거예요 \| 이민경 \| 김다교 \| 이유하(대전 상지초 3) 정유진(대전 노은초 3) \| \| \| 2 \| 나의 노래 만들기 \| 황은미 \| 심태한 \| 진연우(경북 김천 금릉초 3) \| \| \| 3 \| 네가 보고 싶어서 \| 이기동 \| 한초롱 \| 신혜린, 오주연(경기 이천 아미초 4) \| \| \| 4 \| 아빠의 무등 \| 강윤정 \| 이성혜 \| 오유진(경기 성남 내정초 4) \| \| \| 5 \| 인기 만점 잡채 \| 한은선 \| 김영은 \| 아름불휘 박주은(경기 성남 양영중 2) 엄지민(경기 성남 수내초 5) 유은재(경기 성남 서당초 5) 정서윤(?) \| 인기상 \| \| 6 \| 그리운 할머니 \| 곽재나 \| 최진우 \| 김예담(경남 창원 삼정자초 6) \| \| \| 7 \| 명탐정 엄마 아빠 \| 이세일 \| 권미현 \| 노래마을 아이들 윤지율(경기 안양 부림초 3) 정서휘(경기 안산 원일초 3학년) 최민서(경기 안양 범계초 4) 정하경(?) \| \| \| 8 \| 햇살을 걷는 아이 \| 황지효 \| 김영경 \| 육예서(서울 을지초 4) 장예린(서울 세검정초 5) \| 최우수 노랫말상 \| \| 9 \| 슈가 슈가 붐붐 \| 박강현 \| 오지현 \| 설렘 중창단 윤효주(경남 거제 내곡초 3) 이수연(경남 거제 송정초 5), 신요한(경남 거제 수월초 5) 전서인(경남 거제 고현초 6) \| 최우수 작곡상 \| \| 10 \| 달이 자꾸 따라와요 \| 김남권 \| 이진희 \| 김가현(경기 안양 평촌초 3) \| \| \| 11 \| 노래하는 친구들 \| 박진영 \| 박진영 \| 꿈이 크는 아이들 김이레(경기 용인 대청초등학교 2학년) 이지민(?) 김예호(경기 용인 대청초등학교 5학년) 황수빈(경기 용인 대현초등학교 2학년) \| 대상 \| |                    |        |        | |                 |
| 참가번호 | 곡명               | 작사   | 작곡   | 가창자 | 비고            |
| 1 | 어른이 될 거예요   | 이민경 | 김다교 | 이유하(대전 상지초 3) 정유진(대전 노은초 3)                                                                                               |                 |
| 2 | 나의 노래 만들기   | 황은미 | 심태한 | 진연우(경북 김천 금릉초 3) |                 |
| 3 | 네가 보고 싶어서   | 이기동 | 한초롱 | 신혜린, 오주연(경기 이천 아미초 4) |                 |
| 4 | 아빠의 무등        | 강윤정 | 이성혜 | 오유진(경기 성남 내정초 4) |                 |
| 5 | 인기 만점 잡채     | 한은선 | 김영은 | 아름불휘 박주은(경기 성남 양영중 2) 엄지민(경기 성남 수내초 5) 유은재(경기 성남 서당초 5) 정서윤(?)                                       | 인기상          |
| 6 | 그리운 할머니      | 곽재나 | 최진우 | 김예담(경남 창원 삼정자초 6) |                 |
| 7 | 명탐정 엄마 아빠   | 이세일 | 권미현 | 노래마을 아이들 윤지율(경기 안양 부림초 3) 정서휘(경기 안산 원일초 3학년) 최민서(경기 안양 범계초 4) 정하경(?)                            |                 |
| 8 | 햇살을 걷는 아이   | 황지효 | 김영경 | 육예서(서울 을지초 4) 장예린(서울 세검정초 5)                                                                                             | 최우수 노랫말상 |
| 9 | 슈가 슈가 붐붐     | 박강현 | 오지현 | 설렘 중창단 윤효주(경남 거제 내곡초 3) 이수연(경남 거제 송정초 5), 신요한(경남 거제 수월초 5) 전서인(경남 거제 고현초 6)                  | 최우수 작곡상   |
| 10 | 달이 자꾸 따라와요 | 김남권 | 이진희 | 김가현(경기 안양 평촌초 3) |                 |
| 11 | 노래하는 친구들    | 박진영 | 박진영 | 꿈이 크는 아이들 김이레(경기 용인 대청초등학교 2학년) 이지민(?) 김예호(경기 용인 대청초등학교 5학년) 황수빈(경기 용인 대현초등학교 2학년) | 대상            |

| - 방영일 : 2022년 5월 5일 목요일 오후 12:10 KBS 1TV - 녹화일 : 2022년 4월 16일 토요일 - 장소 : 여의도 KBS 별관 공개홀 - 사회 : 유민상, 박소현, 서우진 - 시상 내역 - 트로피 : 대상, 최우수 작곡상, 최우수 노랫말상, 인기상 - 상 장 : 본선 참가작품 모두(작사, 작곡, 가창자) - 본선 진출 전원에게 우수상하고 하모니상 수여. - 심사위원 - 김봉학(동요 작곡가) - 이명규(경인교대 음악교육과 교수) - 류정필(성악가, 테너) - 이상은(가수, 싱어송라이터) - 윤학준(동요 작곡가) - 592편의 노랫말하고 280편의 작곡 예선을 거친 후, 최종완성작품 응모를 거쳐, 최종 본선 12곡 진출(평균 경쟁률 49.33대 1) \| 참가번호 \| 곡명 \| 작사 \| 작곡 \| 가창자 \| 비고 \| \| -------- \| ----------------------- \| ------ \| --------- \| ----------------------------------------------------------------------------------------------------------------------------------------------------------------- \| --------------- \| \| 1 \| 별길 산책 \| 김수빈 \| 신용빈 \| 황유진(경기 성남 낙생초 4) \| \| \| 2 \| 개구리의 꿈 \| 김재영 \| 손강현 \| 이주안(경남 거제 국산초 5) \| 최우수 작곡상 \| \| 3 \| 하쿠나 마타타 \| 최형심 \| 박수연 \| 러브 엔젤스(경남 양산) 이서빈(성산초 6) · 정가온, 조준희(증산초 6) · 김민정(신주초 5) · 박규림(상북초 5) · 배규민(증산초 5) · 윤다은(황산초 5) · 임연주(북정초 5) \| 대상 \| \| 4 \| 마음을 불러봐 \| 정수은 \| 이진희 \| 노래마을 아이들 최민서(경기 안양 범계초 5) 홍서연(경기 의왕 백운초 3) 윤지율(경기 안양 부림초 4) 신재이 김가현(경기 안양 평촌초 4) 이유수(서울 도성초 4) \| \| \| 5 \| 아름다운 나눗셈 \| 심진하 \| 신혜경 \| 칸타빌레 싱어즈 여정현(광주 살레시오초 4) 주현서(같은 학교 5) · 이윤비 · 이지아 \| \| \| 6 \| 별 무리 \| 이호석 \| 이호석 \| 도란도란 중창단 김하은 · 현은채 · 김나은 · 노하윤 · 김교연 · 이수민 · 장예원 · 고유준 \| \| \| 7 \| 밤하늘이 아름다운 건 \| 이성혜 \| 이성혜 \| 이다현(경남 창원 용호초 6) 백지은(경남 창원 장복초 5) \| \| \| 8 \| 첫눈이 내 볼에 닿으면 \| 이제희 \| 신은상 \| 태양의 아이들 이유진 · 양지온 · 최서린 · 김리한 · 안유주 · 최은준 · 최예원 · 손준혁 \| \| \| 9 \| 너도 예쁘고 나도 예쁘다 \| 김남숙 \| 김은선 \| 김예호(경기 용인 대청초 6) \| 최우수 노랫말상 \| \| 10 \| 탱탱볼 \| 박구슬 \| 이가희 \| 라임트리 프렌즈 박시우(수원 매탄초 6) 김하린(화성 무봉초 4) 신윤서 한채영(수원 세류초 3) 임하윤(용인 소현초 2) \| \| \| 11 \| 모락모락 만두 \| 장예린 \| 안보경[4] \| 장예린(서울 세검정초 6) 장세린(같은 학교 3)[5] \| 인기상 \| \| 12 \| 내 안의 봄날 \| 최정하 \| 이민영 \| 정서휘(경기 안산 원일초 4) \| \| |                         |        |        | |                 |
| 참가번호 | 곡명                    | 작사   | 작곡   | 가창자 | 비고            |
| 1 | 별길 산책               | 김수빈 | 신용빈 | 황유진(경기 성남 낙생초 4) |                 |
| 2 | 개구리의 꿈             | 김재영 | 손강현 | 이주안(경남 거제 국산초 5) | 최우수 작곡상   |
| 3 | 하쿠나 마타타           | 최형심 | 박수연 | 러브 엔젤스(경남 양산) 이서빈(성산초 6) · 정가온, 조준희(증산초 6) · 김민정(신주초 5) · 박규림(상북초 5) · 배규민(증산초 5) · 윤다은(황산초 5) · 임연주(북정초 5) | 대상            |
| 4 | 마음을 불러봐           | 정수은 | 이진희 | 노래마을 아이들 최민서(경기 안양 범계초 5) 홍서연(경기 의왕 백운초 3) 윤지율(경기 안양 부림초 4) 신재이 김가현(경기 안양 평촌초 4) 이유수(서울 도성초 4)          |                 |
| 5 | 아름다운 나눗셈         | 심진하 | 신혜경 | 칸타빌레 싱어즈 여정현(광주 살레시오초 4) 주현서(같은 학교 5) · 이윤비 · 이지아                                                                                   |                 |
| 6 | 별 무리                 | 이호석 | 이호석 | 도란도란 중창단 김하은 · 현은채 · 김나은 · 노하윤 · 김교연 · 이수민 · 장예원 · 고유준                                                                             |                 |
| 7 | 밤하늘이 아름다운 건    | 이성혜 | 이성혜 | 이다현(경남 창원 용호초 6) 백지은(경남 창원 장복초 5) |                 |
| 8 | 첫눈이 내 볼에 닿으면   | 이제희 | 신은상 | 태양의 아이들 이유진 · 양지온 · 최서린 · 김리한 · 안유주 · 최은준 · 최예원 · 손준혁                                                                               |                 |
| 9 | 너도 예쁘고 나도 예쁘다 | 김남숙 | 김은선 | 김예호(경기 용인 대청초 6) | 최우수 노랫말상 |
| 10 | 탱탱볼                  | 박구슬 | 이가희 | 라임트리 프렌즈 박시우(수원 매탄초 6) 김하린(화성 무봉초 4) 신윤서 한채영(수원 세류초 3) 임하윤(용인 소현초 2)                                                    |                 |
| 11 | 모락모락 만두           | 장예린 | 안보경 | 장예린(서울 세검정초 6) 장세린(같은 학교 3) | 인기상          |
| 12 | 내 안의 봄날            | 최정하 | 이민영 | 정서휘(경기 안산 원일초 4) |                 |

| - 방영일 : 2023년 5월 5일 금요일 오후 12:10 KBS 1TV - 녹화일 : 2023년 4월 15일 토요일 - 장소 : 여의도 KBS 별관 공개홀 - 사회 : 남현종, 박소현, 임하윤 - 시상 내역 - 트로피 : 대상, 최우수 작곡상, 최우수 노랫말상, 인기상 - 상 장 : 본선 참가작품 모두(작사, 작곡, 가창자) - 본선 진출 전원에게 우수상하고 하모니상 수여. - 567편의 노랫말하고 273편의 작곡 예선을 거친 후, 최종완성작품 응모를 거쳐, 최종 본선 12곡 진출(평균 경쟁률 47.25대 1) - 심사위원 - 김애경 (동요작곡가) - 김소현 (배우) - 한수진 (바이올리니스트) - 김기훈 (바리톤) - 류정식 (동요작곡가) \| 참가번호 \| 곡명 \| 작사 \| 작곡 \| 가창자 \| 비고 \| \| -------- \| -------------------- \| --------- \| --------- \| ---------------------------------------------------------------------------------------------- \| --------------- \| \| 1 \| 거울 친구 \| 정다솜 \| 이명선 \| 손하린(경기 부천 석천초 4) 정서휘(경기 안산 원일초 5) \| \| \| 2 \| 내 마음의 편지 \| 김은우[7] \| 김성희 \| 백지은(경남 창원 장복초 6) \| \| \| 3 \| 우산들의 수다 시간 \| 김민초 \| 이지은 \| 노래마을 아이들 김예린 · 김유주 · 윤지율 · 이유이 · 임서아 · 임하정 · 조민서 · 홍서연 · 황서연 \| 최우수 작곡상 \| \| 4 \| 구름 젤리 \| 엄다솜 \| 김경은 \| 박채원(부산 해원초 3) \| \| \| 5 \| 미로 찾기 \| 이수영 \| 최보람 \| 노래하는 꿈나무 권아림 · 김규린 · 김서원 · 백시영 · 신규현 · 이연우 · 정사랑 · 조예봄 · 한연재 \| \| \| 6 \| 오늘은 우리의 봄이야 \| 심진하 \| 박경린 \| 김채연(경기 남양주 퇴계원초 6) 심유진(경기 용인 흥덕초 5) \| \| \| 7 \| 노을빛 가을 숲 \| 허솔 \| 이영재 \| 김라희(경남 거제 대우초 6) \| \| \| 8 \| 행복을 파는 가게 \| 한혜선 \| 이은정 \| 해맑은 아이들 권나윤 · 반재윤 · 서온비 · 성나윤 · 오채원 · 윤재이 · 윤주아 · 한하율 \| 최우수 노랫말상 \| \| 9 \| 덕분이예요 \| 방선우 \| 석광희 \| 유효주(울산 화암초 4) \| \| \| 10 \| 우리 옷 한복 \| 박진영[8] \| 박진영[8] \| 꿈을 크는 아이들 김라솜 · 김재원 · 민윤 · 우예원 · 윤서진 · 이승연 · 조서연 \| 인기상 \| \| 11 \| 안녕 봄아 \| 김수지 \| 이진희 \| 김이지(서울 서원초 3) \| \| \| 12 \| 뻥뻥 뻥튀기 \| 황지안[9] \| 김영경 \| 위드 엔젤스 강단아 · 김주안 · 김태이 · 김하은 · 박시우 · 윤세아 · 이도헌 · 이서현 · 전수현 \| 대상 \| |                      |        |        |                                                                                                |                 |
| 참가번호 | 곡명                 | 작사   | 작곡   | 가창자                                                                                         | 비고            |
| 1 | 거울 친구            | 정다솜 | 이명선 | 손하린(경기 부천 석천초 4) 정서휘(경기 안산 원일초 5)                                          |                 |
| 2 | 내 마음의 편지       | 김은우 | 김성희 | 백지은(경남 창원 장복초 6)                                                                     |                 |
| 3 | 우산들의 수다 시간   | 김민초 | 이지은 | 노래마을 아이들 김예린 · 김유주 · 윤지율 · 이유이 · 임서아 · 임하정 · 조민서 · 홍서연 · 황서연 | 최우수 작곡상   |
| 4 | 구름 젤리            | 엄다솜 | 김경은 | 박채원(부산 해원초 3)                                                                          |                 |
| 5 | 미로 찾기            | 이수영 | 최보람 | 노래하는 꿈나무 권아림 · 김규린 · 김서원 · 백시영 · 신규현 · 이연우 · 정사랑 · 조예봄 · 한연재 |                 |
| 6 | 오늘은 우리의 봄이야 | 심진하 | 박경린 | 김채연(경기 남양주 퇴계원초 6) 심유진(경기 용인 흥덕초 5)                                      |                 |
| 7 | 노을빛 가을 숲       | 허솔   | 이영재 | 김라희(경남 거제 대우초 6)                                                                     |                 |
| 8 | 행복을 파는 가게     | 한혜선 | 이은정 | 해맑은 아이들 권나윤 · 반재윤 · 서온비 · 성나윤 · 오채원 · 윤재이 · 윤주아 · 한하율            | 최우수 노랫말상 |
| 9 | 덕분이예요           | 방선우 | 석광희 | 유효주(울산 화암초 4)                                                                          |                 |
| 10 | 우리 옷 한복         | 박진영 | 박진영 | 꿈을 크는 아이들 김라솜 · 김재원 · 민윤 · 우예원 · 윤서진 · 이승연 · 조서연                    | 인기상          |
| 11 | 안녕 봄아            | 김수지 | 이진희 | 김이지(서울 서원초 3)                                                                          |                 |
| 12 | 뻥뻥 뻥튀기          | 황지안 | 김영경 | 위드 엔젤스 강단아 · 김주안 · 김태이 · 김하은 · 박시우 · 윤세아 · 이도헌 · 이서현 · 전수현     | 대상            |

| - 방영일 : 2024년 5월 5일 일요일 오후 3:10 KBS 1TV - 녹화일 : 2024년 4월 13일 토요일 - 장소 : 여의도 KBS 별관 공개홀 - 사회 : 김진현, 김민경, 이하윤 - 시상 내역 - 트로피 : 대상, 최우수 작곡상, 최우수 노랫말상, 인기상 - 상 장 : 본선 참가작품 모두(작사, 작곡, 가창자) - 본선 진출 전원에게 우수상 수여. - 864편의 노랫말이 접수되었고, 이 중 253편이 작곡되어 1, 2차 심사를 거친 후, 최종 본선 12곡 진출 (평균 경쟁률 72대 1) - 심사위원 - 김효근 (현대가곡 작곡가) - 임태경 (뮤지컬 배우) - 알리 (가수, 싱어송라이터) - 박진영 (동요작곡가) - 안두현 (과천시립교향악단 상임지휘자) \| 참가번호 \| 곡명 \| 작사 \| 작곡 \| 가창자 \| 비고 \| \| -------- \| --------------------- \| ---------- \| ------ \| ---------------------------------------------------------------- \| --------------- \| \| 1 \| 엉뚱한 상상 상자 \| 박민지 \| 김한나 \| 소리나래빛중창단 김태원 · 배서현 · 엄지나 · 최에린 \| \| \| 2 \| 길잡이 별 \| 박윤희 \| 신용빈 \| 박주하(대구 들안길초 4) \| \| \| 3 \| 슈퍼히어로 \| 허솔 \| 김드리 \| 라임트리프렌즈 김승주 · 염시윤 · 이로은 · 임하윤 · 최호근 \| \| \| 4 \| 씨앗라떼 \| 이로운[11] \| 박수연 \| 러브엔젤스 \| \| \| 5 \| 다가가 보니 \| 방선우 \| 김푸른 \| 조서연(경기 광주 양벌초 4) \| \| \| 6 \| 까칠 뾰족 사춘기 \| \| 오지현 \| 거제 유스 콰이어 \| \| \| 7 \| 알쏭달쏭 속담 비틀기 \| 남연화 \| 진선미 \| 이승연(서울 염창초 6) 김지유(서울 삼육초 3) \| 최우수 노랫말상 \| \| 8 \| 도서관 나들이 \| 정다희[12] \| 민유리 \| 늘해랑중창단 \| \| \| 9 \| 우리 동네 순찰 야옹이 \| 박유란 \| 김형진 \| 다니엘라(서울 동자초 2) \| \| \| 10 \| 수박씨를 퉤퉤퉤 \| 김민영 \| 황이규 \| 위드멜로디 \| 인기상 \| \| 11 \| 엄마 엄마 \| 손민정 \| 박은도 \| 심정은(서울 대치초 6) \| 최우수 작곡상 \| \| 12 \| 내 시간 어디 갔어 \| 도희주 \| 이호석 \| 소리별아이들 김소희 · 김지우 · 반서현 · 변예론 · 손연서 · 이은아 \| 대상 \| |                       |        |        |                                                                  |                 |
| 참가번호 | 곡명                  | 작사   | 작곡   | 가창자                                                           | 비고            |
| 1 | 엉뚱한 상상 상자      | 박민지 | 김한나 | 소리나래빛중창단 김태원 · 배서현 · 엄지나 · 최에린               |                 |
| 2 | 길잡이 별             | 박윤희 | 신용빈 | 박주하(대구 들안길초 4)                                          |                 |
| 3 | 슈퍼히어로            | 허솔   | 김드리 | 라임트리프렌즈 김승주 · 염시윤 · 이로은 · 임하윤 · 최호근        |                 |
| 4 | 씨앗라떼              | 이로운 | 박수연 | 러브엔젤스                                                       |                 |
| 5 | 다가가 보니           | 방선우 | 김푸른 | 조서연(경기 광주 양벌초 4)                                       |                 |
| 6 | 까칠 뾰족 사춘기      |        | 오지현 | 거제 유스 콰이어                                                 |                 |
| 7 | 알쏭달쏭 속담 비틀기  | 남연화 | 진선미 | 이승연(서울 염창초 6) 김지유(서울 삼육초 3)                      | 최우수 노랫말상 |
| 8 | 도서관 나들이         | 정다희 | 민유리 | 늘해랑중창단                                                     |                 |
| 9 | 우리 동네 순찰 야옹이 | 박유란 | 김형진 | 다니엘라(서울 동자초 2)                                          |                 |
| 10 | 수박씨를 퉤퉤퉤       | 김민영 | 황이규 | 위드멜로디                                                       | 인기상          |
| 11 | 엄마 엄마             | 손민정 | 박은도 | 심정은(서울 대치초 6)                                            | 최우수 작곡상   |
| 12 | 내 시간 어디 갔어     | 도희주 | 이호석 | 소리별아이들 김소희 · 김지우 · 반서현 · 변예론 · 손연서 · 이은아 | 대상            |

| - 방영일 : 2025년 5월 5일 월요일 오후 3:30 KBS 1TV - 녹화일 : 2025년 4월 19일 토요일 - 장소 : 여의도 KBS 신관 공개홀 - 사회 : 박철규, 시은, 오은서 - 시상 내역 - 트로피 : 대상, 최우수 작곡상, 최우수 노랫말상, 인기상 - 상 장 : 본선 참가작품 모두(작사, 작곡, 가창자) - 본선 진출 전원에게 우수상 수여. - 980여 편의 노랫말이 접수되었고, 이 중 229편이 작곡되어 1, 2차 심사를 거친 후, 최종 본선 12곡 진출 (평균 경쟁률 82대 1) - 심사위원 - 진동주 (동요작곡가) - 신형원 (가수, 경희대 포스트모던학과 교수) - 고영신 (한국교원대 음악교육과 교수) - 정선아 (뮤지컬 배우) - 대니 구 (바이올리니스트) \| 참가번호 \| 곡명 \| 작사 \| 작곡 \| 가창자 \| 비고 \| \| -------- \| ------------------ \| ---------- \| ---------- \| ------------------------------------------------------------------------------------- \| --------------- \| \| 1 \| 마음 후라이 \| 강은혜[14] \| 이은솔 \| 써니데이즈 김태이[15] · 김태희 · 신지아 · 이수민 · 임주은 · 정다엘 · 정주혜 \| 인기상 \| \| 2 \| 바람이 들려준 노래 \| 유건우 \| 김영은 \| 정채윤(경기 안양 신기초 4) \| \| \| 3 \| 엄마 도착 1분 전 \| 전수진 \| 양지혜 \| 이시안(서울 마장초 4) 이조안(같은 학교 6)[16] \| \| \| 4 \| 깜빡 별의 초대장 \| 이상인 \| 김영경 \| 우주소년단 강다희 · 김세린 · 김소율 · 김아진 · 다니엘라[17] ·오연서 · 이수연 · 홍예지 \| 대상 \| \| 5 \| 눈꺼풀 몸무게 \| 이다원 \| 진선미 \| 꿈이 크는 아이들 강연주 · 김지유 · 박나희 · 이다빈 \| \| \| 6 \| 해보니까 \| 김자영 \| 박은도 \| 햇살나무중창단 박윤주 · 배예경 · 신다온 · 안승아 · 정채윤 · 정하율 · 조예경 · 황혜봄 \| \| \| 7 \| 한 스푼 \| 심진하 \| 최보람[18] \| 백솔(서울 한천초 3)[19] 곽재이(광주 삼육초 3) \| 최우수 노랫말상 \| \| 8 \| 치카포카 생각 기차 \| 한은선 \| 최유경[20] \| 도담다담 친구들 민솔 · 박지안 · 석지우 · 성연아 · 신이랑 · 오은 · 정수민 \| \| \| 9 \| 동화 공식 \| 이혜연 \| 이진희 \| 임하정(서울 도성초 4) \| \| \| 10 \| 행복 복사 붙여넣기 \| 정애나[21] \| 이가희 \| 맑은소리 중창단 강달빛 · 김윤서 · 김윤서 · 윤다혜 · 장윤아 · 팽유림 · 한윤아 · 황보람 \| \| \| 11 \| 봄이 스며든 자리 \| 허솔 \| 전지훈 \| 이서정(경기 김포 하늘빛초 4) \| \| \| 12 \| 물들 것 같아 \| 심진하[22] \| 박경린 \| 초롱초롱동요학교 김리아 · 문채원 · 박지연 · 류예서 · 이효리 \| 최우수 작곡상 \| |                    |        |        |                                                                                       |                 |
| 참가번호 | 곡명               | 작사   | 작곡   | 가창자                                                                                | 비고            |
| 1 | 마음 후라이        | 강은혜 | 이은솔 | 써니데이즈 김태이 · 김태희 · 신지아 · 이수민 · 임주은 · 정다엘 · 정주혜               | 인기상          |
| 2 | 바람이 들려준 노래 | 유건우 | 김영은 | 정채윤(경기 안양 신기초 4)                                                            |                 |
| 3 | 엄마 도착 1분 전   | 전수진 | 양지혜 | 이시안(서울 마장초 4) 이조안(같은 학교 6)                                             |                 |
| 4 | 깜빡 별의 초대장   | 이상인 | 김영경 | 우주소년단 강다희 · 김세린 · 김소율 · 김아진 · 다니엘라 ·오연서 · 이수연 · 홍예지     | 대상            |
| 5 | 눈꺼풀 몸무게      | 이다원 | 진선미 | 꿈이 크는 아이들 강연주 · 김지유 · 박나희 · 이다빈                                    |                 |
| 6 | 해보니까           | 김자영 | 박은도 | 햇살나무중창단 박윤주 · 배예경 · 신다온 · 안승아 · 정채윤 · 정하율 · 조예경 · 황혜봄  |                 |
| 7 | 한 스푼            | 심진하 | 최보람 | 백솔(서울 한천초 3) 곽재이(광주 삼육초 3)                                             | 최우수 노랫말상 |
| 8 | 치카포카 생각 기차 | 한은선 | 최유경 | 도담다담 친구들 민솔 · 박지안 · 석지우 · 성연아 · 신이랑 · 오은 · 정수민              |                 |
| 9 | 동화 공식          | 이혜연 | 이진희 | 임하정(서울 도성초 4)                                                                 |                 |
| 10 | 행복 복사 붙여넣기 | 정애나 | 이가희 | 맑은소리 중창단 강달빛 · 김윤서 · 김윤서 · 윤다혜 · 장윤아 · 팽유림 · 한윤아 · 황보람 |                 |
| 11 | 봄이 스며든 자리   | 허솔   | 전지훈 | 이서정(경기 김포 하늘빛초 4)                                                          |                 |
| 12 | 물들 것 같아       | 심진하 | 박경린 | 초롱초롱동요학교 김리아 · 문채원 · 박지연 · 류예서 · 이효리                           | 최우수 작곡상   |

## 유명 인물
- 박시연 - 1990년 대회 당시 최우수상
- 이인혜 - 1992년 대회 당시 우수상
- 김채원 - 2012년 대회 당시 포이초중창단 참가 우수상(참가번호 9번)
- 성민호 - 2007년 대회 당시 박민정의 오빠

## 같이 보기
국내
- KBS 대학가요축제
- 누가누가 잘하나
- KBS 초록동요제
- MBC 창작동요제
- EBS 고운노래발표회
- 서덕출 창작동요제
- 고향의 봄 창작동요제
- 국악동요제
- 성남 박태현 전국 창작동요제
- 용인시 창작동요제
- 유니세프 국제어린이음악제 한국예선

국내외
- 전국동요가작콩쿠르 (일본)